# جاذبه‌های گردشگری توکیو

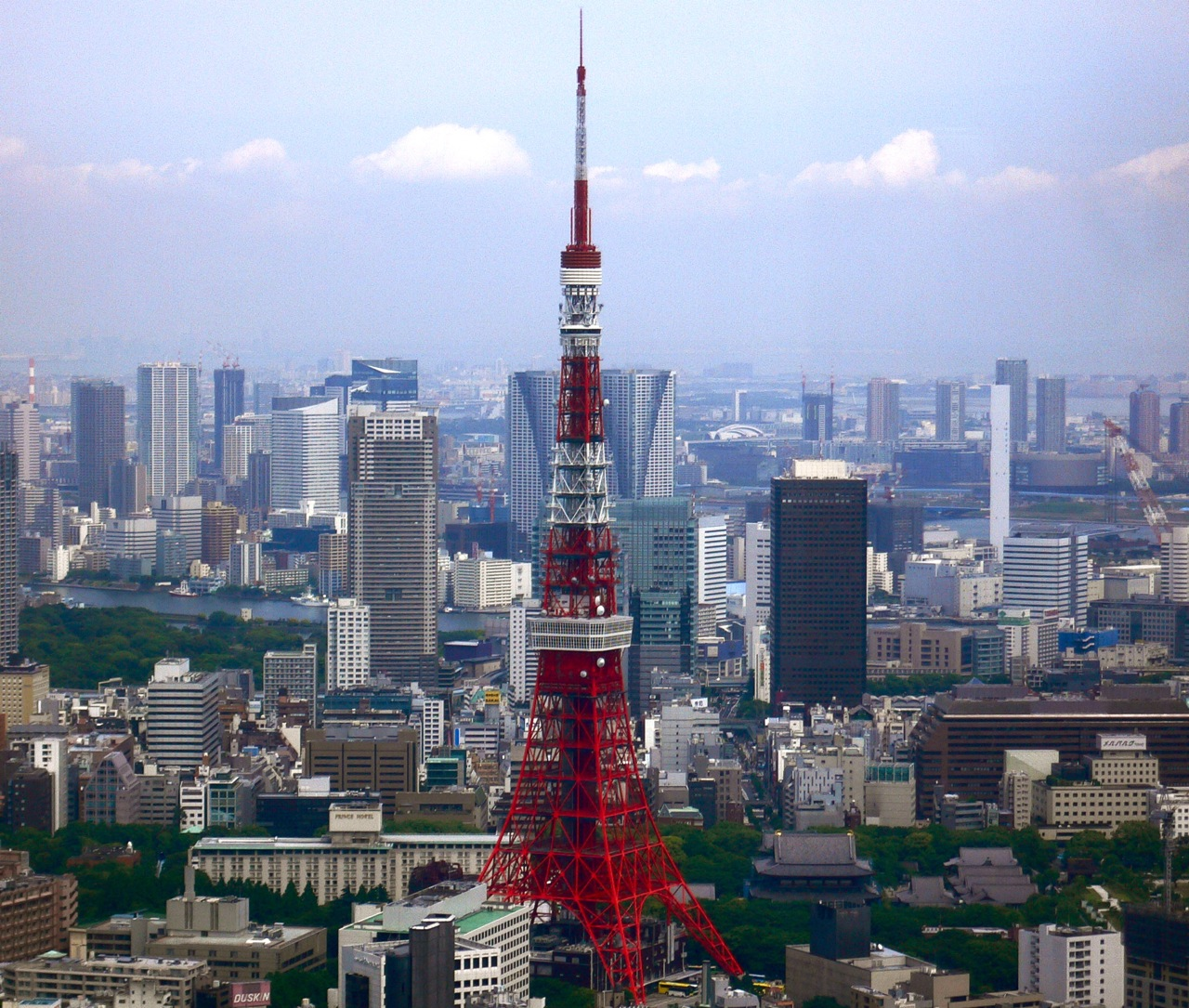
برج توکیو

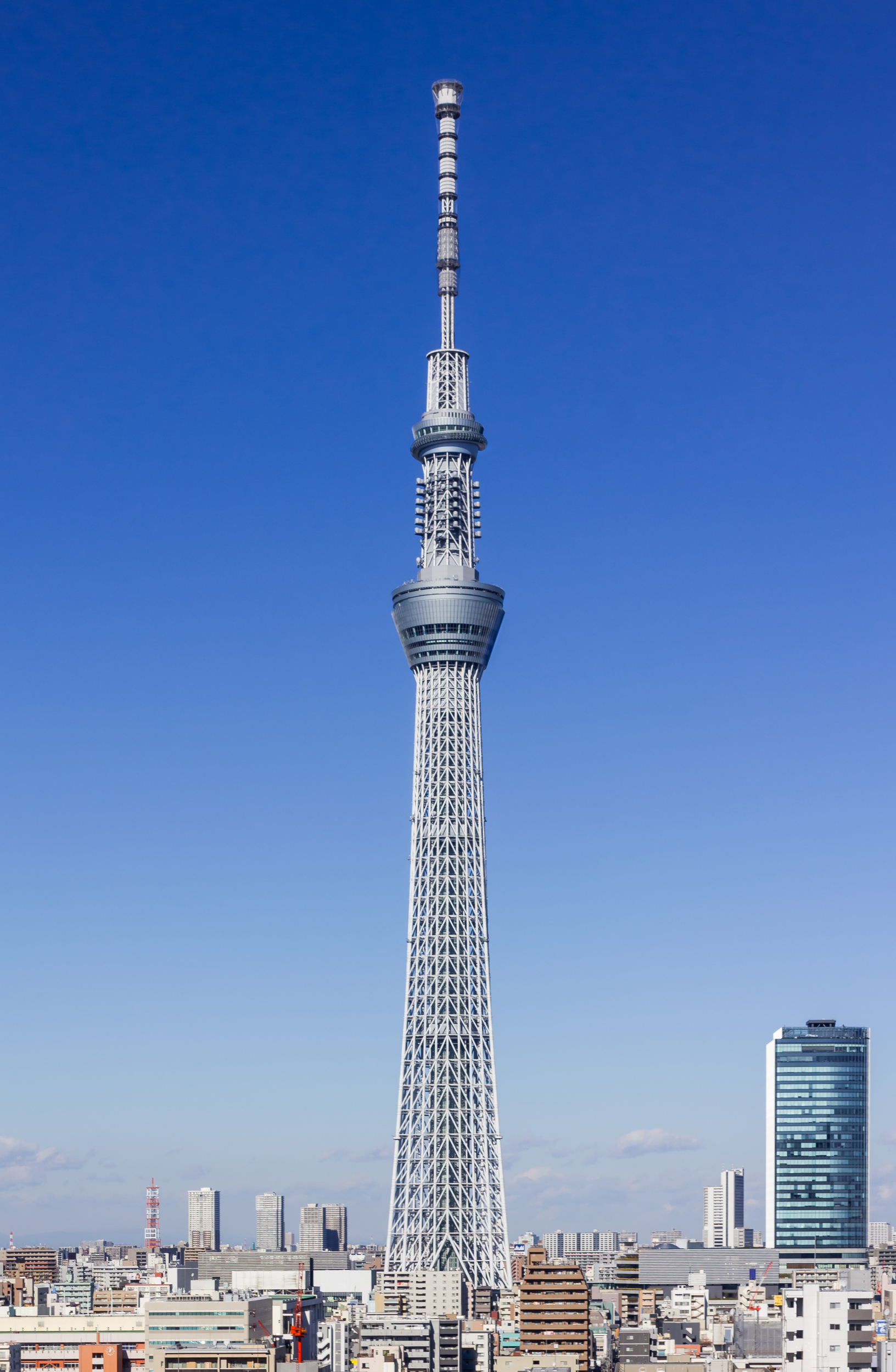
توکیو اسکای‌تری بزرگترین برج مخابراتی جهان است.

جاذبه‌های گردشگری توکیو به مناطق گردشگری عمده در توکیو اشاره دارد. در مقالهٔ زیر جاذبه‌های گردشگری توکیو نخست برحسب موضوع و سپس برحسب منطقه آمده‌است.

## سه منطقه عمده توکیو
توکیو به‌طور کلی به سه منطقهٔ بزرگ تقسیم می‌شود:
- مناطق ویژه توکیو که شامل ۲۳ منطقه است.
- منطقه تاما که جمعاً شامل ۳۰ بخش است.
- جزایر توکیو به دو قسمت جزایر ایزو و جزایر اوگاساوارا تقسیم می‌شود. این جزایر کوچک و بزرگ عموماً غیر مسکونی هستند. در ۹ جزیرهٔ مهم آن شعباتی از شهرداری توکیو واقع شده‌است و نام این ۹ جزیره در بین مناطق توکیو آمده‌است.

## برحسب موضوع

### پارک‌ها

#### پارک‌های ملی
- پارک ملی
  - پارک ملی چیچیبو تاما کای
  - پارک ملی فوجی-هاکونه-ایزو
  - پارک ملی اوگاساوارا
- پارک نیمه ملی
  - پارک نیمه ملی میجی‌نوموری تاکائو

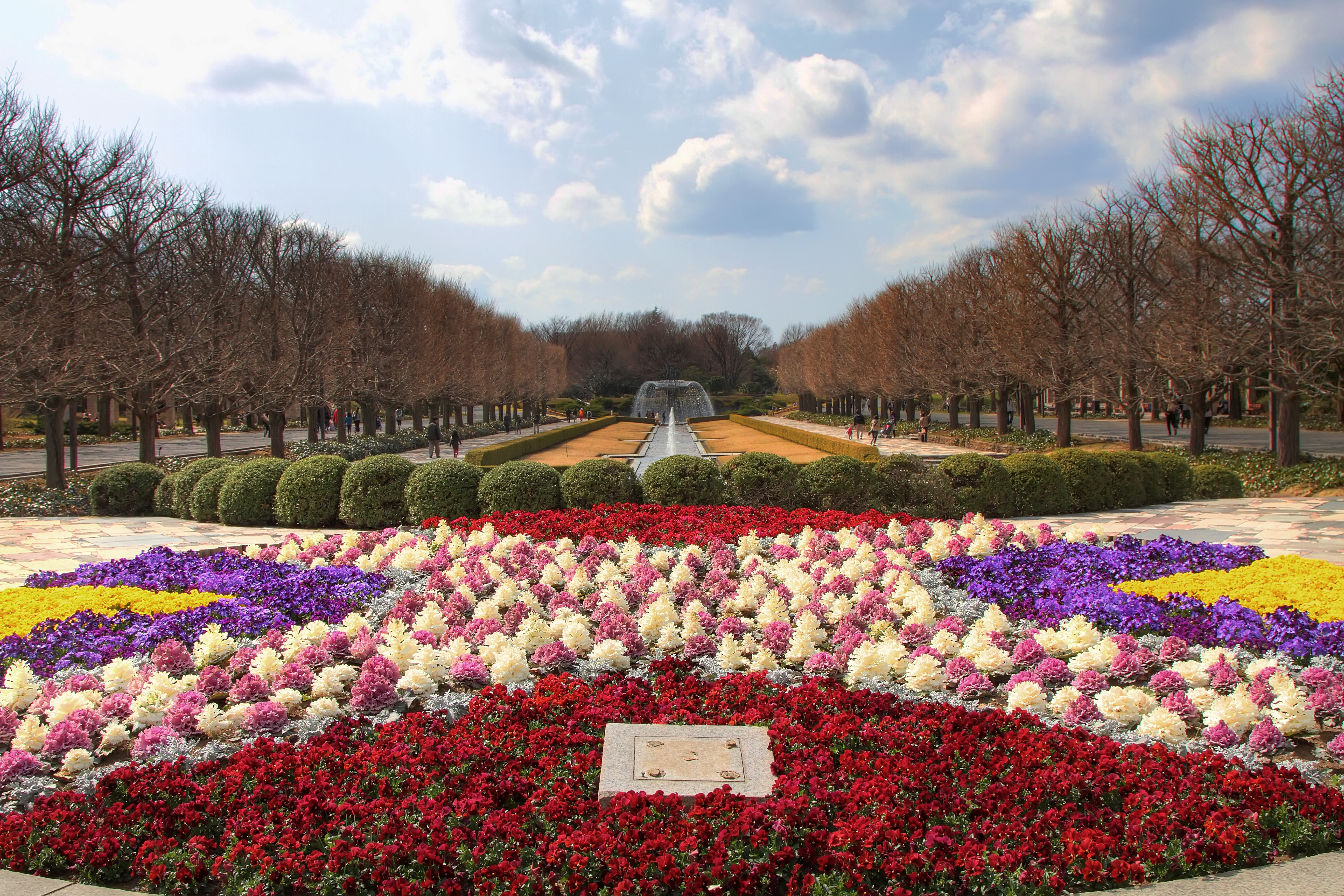
پارک یادبود شووا

  - پارک یادبود شووا واقع در منطقهٔ تاچیکاوا

#### پارک‌های شهری

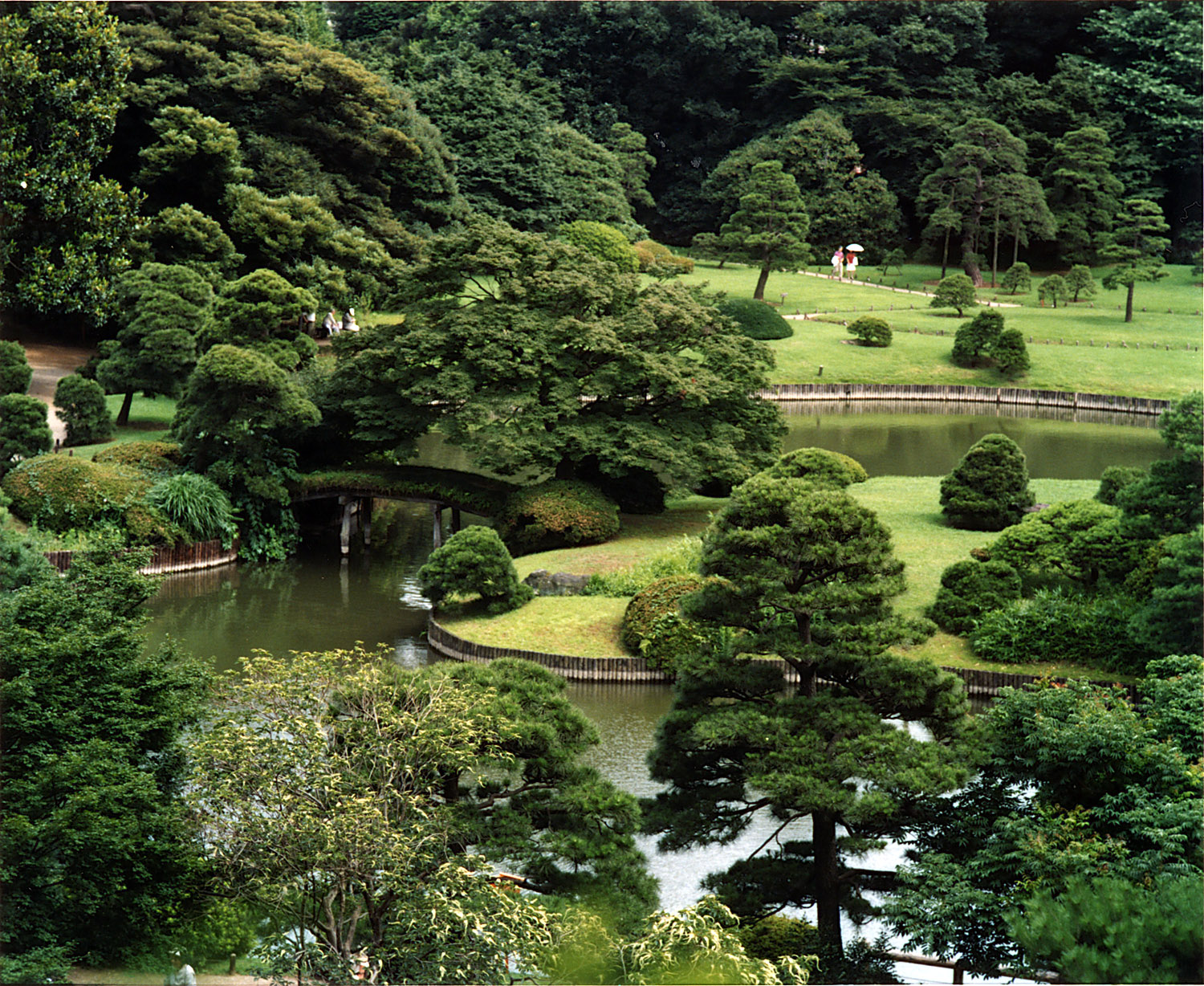
باغ ریکوگی، در منطقهٔ بونکئو

به پارک‌هایی که از نظر فرهنگی و تاریخی پرارزش هستند، باغ فرهنگی گفته می‌شود.
- باغ کیو-ایواساکی-تئی
- باغ کیوشیباریکیو
- باغ کیوفوروکاوا
- باغ کیوسومی
- باغ کویشیکاوا
- باغ تونوگایاتو
- باغ هاماریکیو
- باغ گل موکوجیما
- باغ ریکوگی باغ‌های فرهنگی توکیو هستند.[۱][۲]

#### پارک‌های طبیعی
- پارک طبیعی تاکائو-جینبا
- پارک طبیعی سایاما
- پارک طبیعی تپه آکیکاوا
- پارک کوگانی
- پارک اینوکاشیرا

### مسیرهای برگزیده جهت راهپیمایی

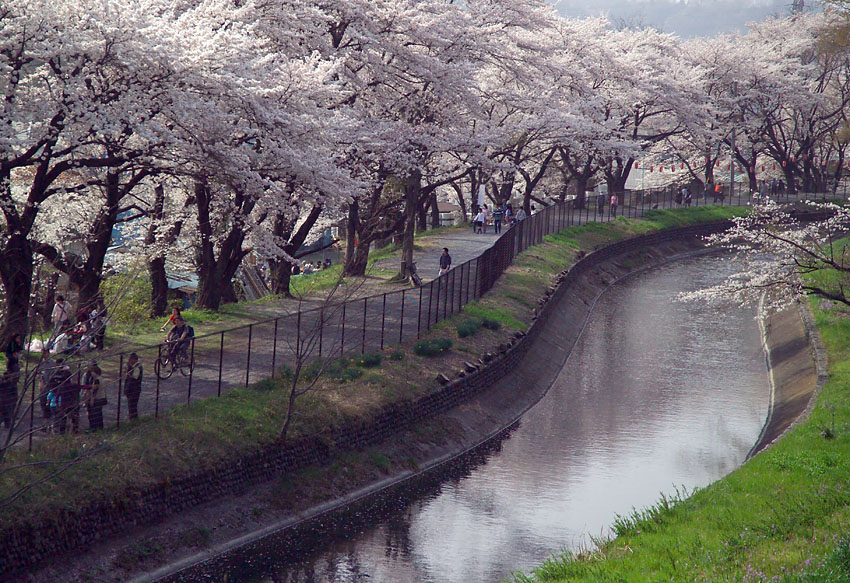
مسیر راهپیمایی بین آب‌راه تاماگاوا و پارک کوگانی

۱۳ مسیر از توکیو در فهرست ۵۰۰ مسیر زیبا و برگزیدهٔ جهت راهپیمایی در ژاپن جای دارند. مسیرهای زیر از این جمله هستند.
- مسیر راهپیمایی به دور کاخ امپراتوری توکیو
- مسیر راهپیمایی بین نیشی شینجوکو و پارک میجی جینگو گایئن
- پارک یاکوشی ایکه در ماچیدا
- مسیر راهپیمایی بین معبد شیباماتاتایشاکوتن و پارک میزوموتو
- مسیر راهپیمایی بین آب‌راه تاماگاوا و پارک کوگانی
- مسیر راهپیمایی اوتاما نیز از مسیرهای راهپیمایی دیدنی و زیباست که در منطقهٔ اوکوتاما واقع شده‌است.[۳]

### مراکز عمدهٔ خرید

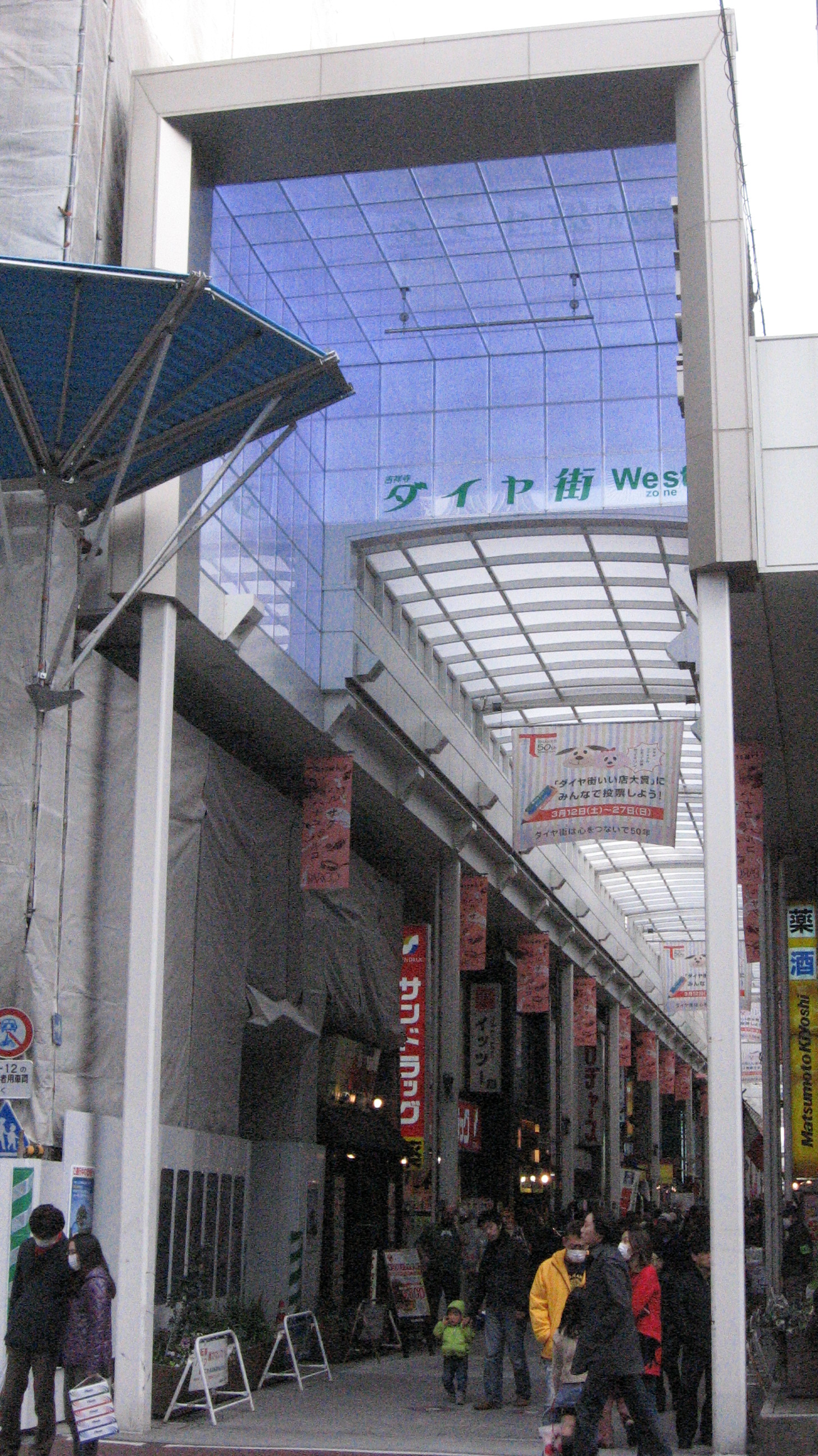
منطقه غربی کیچیجوجی-دائیاگای

جدول زیر بر اساس وسعت تنظیم شده‌است و مناطق یا محله‌های بزرگ خرید در توکیو را نشان می‌دهد.
| ترتیب | محل              | مساحت کل مراکز خرید | تعداد واحدهای خرید | محل یا مرکز خرید نمونه                 |
| ----- | ---------------- | ------------------- | ------------------ | -------------------------------------- |
| ۱     | شینجوکو          | ۳۹٫۱ (بر حسب هکتار) | ۱٬۱۰۲              | مرکز خرید رومینه ئست                   |
| ۲     | ایکه‌بوکورو       | ۲۴٫۶                | ۶۹۵                | سانشاین سیتی                           |
| ۳     | گینزا و یوراکوچو | ۲۳٫۷                | ۱٬۰۷۰              | فروشگاه واکو                           |
| ۴     | شیبویا           | ۲۲٫۱                | ۹۵۴                | مرکز خرید ۱۰۹                          |
| ۵     | ماچیدا           | ۲۰٫۲                | ۵۸۵                | گرندبری مول تا سال ۲۰۱۹ در حال بازسازی |
| ۶     | کیچیجوجی         | ۱۶٫۳                | ۸۱۴                | کیچیجوجی-دائیاگای                      |
| ۷     | تاچیکاوا         | ۱۱٫۰                | ۵۴۵                | فروشگاه ایستان                         |
| ۸     | اوئنو            | ۱۰٫۴                | ۶۵۹                | آمه‌یا-یوکوچو                           |

آکیهابارا مرکز خرید لوازم برقی با میزان فروش سالیانه ۲٬۷۷۲ ۱۰۰۰۰۰۰۰۰۰ (عدد) ین و هاراجوکو، اوموته‌ساندو، ابیسو، جیوگائوکا و کاندا هر یک با بیشتر از ۵۰۰ واحد فروش از مراکز مهم خرید در توکیو هستند.

### جشنواره‌ها

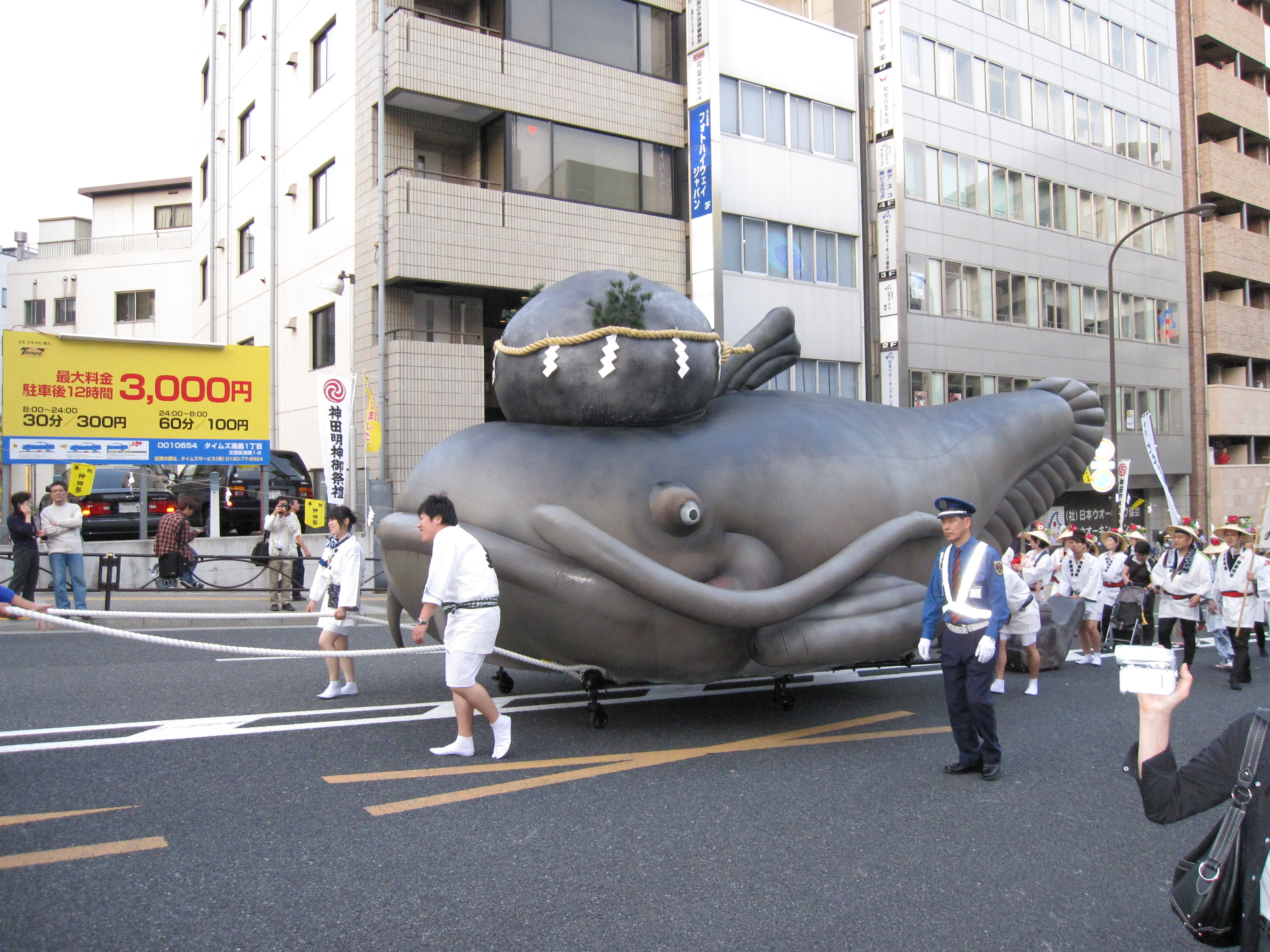
جشن کاندا، شروع از معبد کاندا در منطقهٔ چیودا

- سه جشنوارهٔ بزرگ ادو (江戸三大祭り)
  - جشن کاندا
  - جشن سانئو
  - جشن فوکاگاوا
- جشن سانجا

### رستوران‌ها

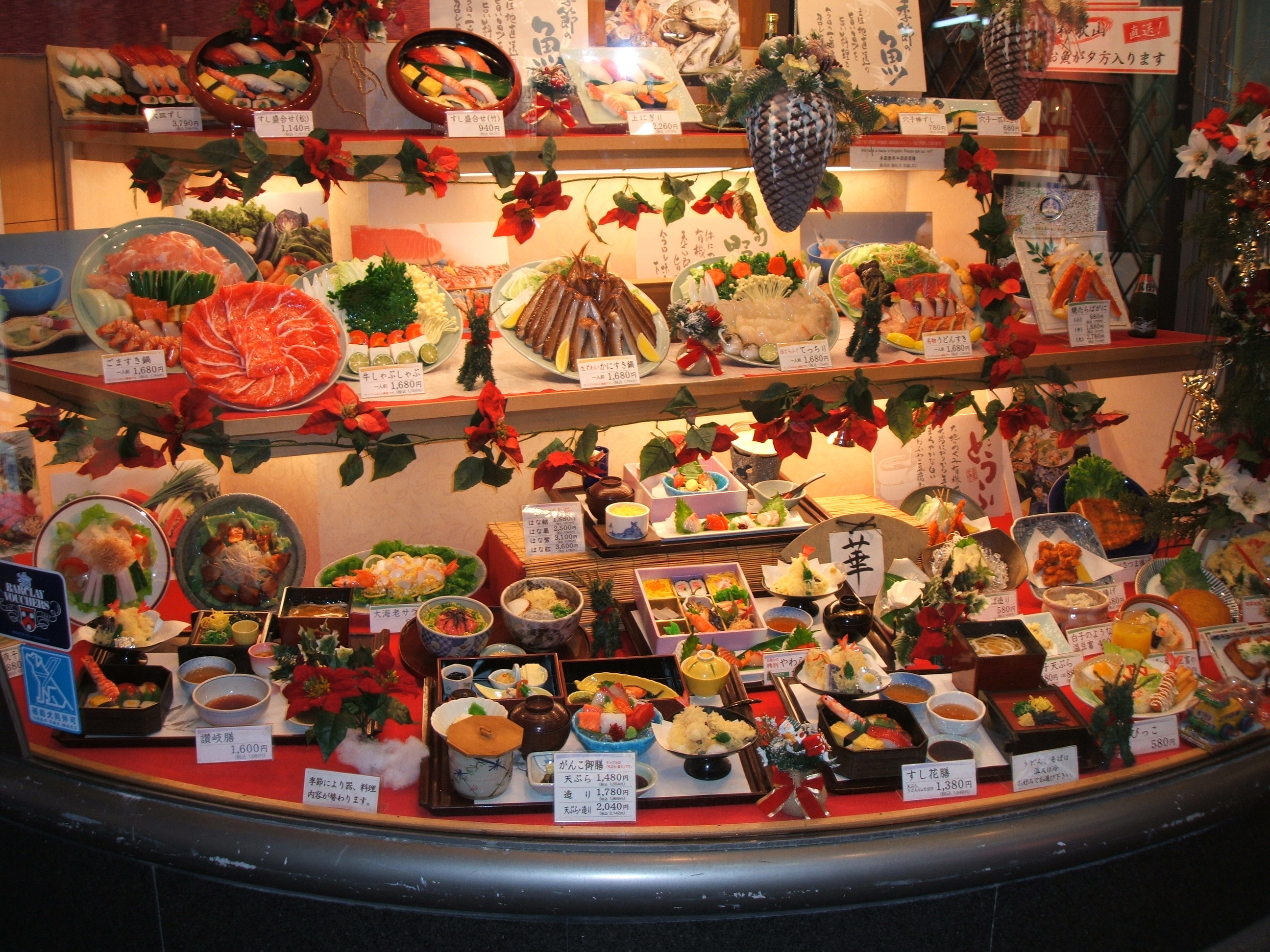
مدل‌های ساخته شده از غذاهای رستوران، نشاندهندهٔ نوع و مقدار و تزئینات غذاهای رستوران هستند.

تنوع و مزهٔ غذاهای رستوران‌های توکیو در سطح جهانی تحسین شده‌است. در نوامبر سال ۲۰۰۷ برای اولین بار کتاب راهنمای میشلن که به بررسی کیفیت غذاهای شهرها و کشورهای مختلف می‌پردازد، کتاب رستوران‌های توکیو را منتشر کرد. در این کتاب رستوران‌هایی که دارای کیفیت غذایی ممتاز هستند، با ستاره مشخص می‌شود. در مجموع رستوران‌های توکیو توانستند ۱۹۱ ستاره کسب کنند که این تعداد دو برابر ستاره‌های نزدیکترین شهر بعدی، پاریس می‌باشد.
بر طبق آمار در ژاپن در حدود ۸۰۰ هزار رستوران، قهوه‌خانه، باشگاه شبانه، بار و میخانهٔ سنتی وجود دارد که ۱۳ درصد از این تعداد، یعنی ۱۰۲٬۵۳۵ واحد آن در توکیو واقع شده‌است. بعضی از رستوران‌ها برحسب غذای اصلی‌ای که ارائه می‌کنند، تفکیک شده‌اند. این غذای اصلی ممکن است سوشی، رامن، سوبا، اوکونومی‌یاکی یا اودون باشد. یک نوع از رستوران‌های جالب توکیو کایتن سوشی می‌باشد. در این نوع رستوران انواع سوشی بر روی ظروف کوچکی قرار داده شده و به صورت اتوماتیک چرخانده می‌شوند.
به انتخاب کتاب راهنمای میشلن هشت رستوران در توکیو دارای چنان غذاهای فوق‌العاده‌ای هستند که چشیدن مزهٔ آن ارزش رفتن تا توکیو را دارد. چند رستوران زیر نمونه‌ای از این رستوران‌های گران‌قیمت هستند:
- رستوران کاندا (神田) در منطقهٔ میناتو، مخصوص غذاهای سنتی ژاپنی
- رستوران کوجو (小十) در منطقهٔ چوئو، گینزا، مخصوص غذاهای سنتی ژاپنی
- رستوران سوکیاباشی جیرو (すきやばし次郎) در منطقهٔ چوئو، گینزا، مخصوص سوشی
- رستوران سوشی میزوتانی (鮨 水谷) در منطقهٔ چوئو، گینزا، مخصوص سوشی
- رستوران هامادایا (濱田家) در منطقهٔ چوئو، نیهونباشی، مخصوص غذاهای سنتی ژاپنی[۵]

### چشمه‌ها و حمام‌های آبگرم

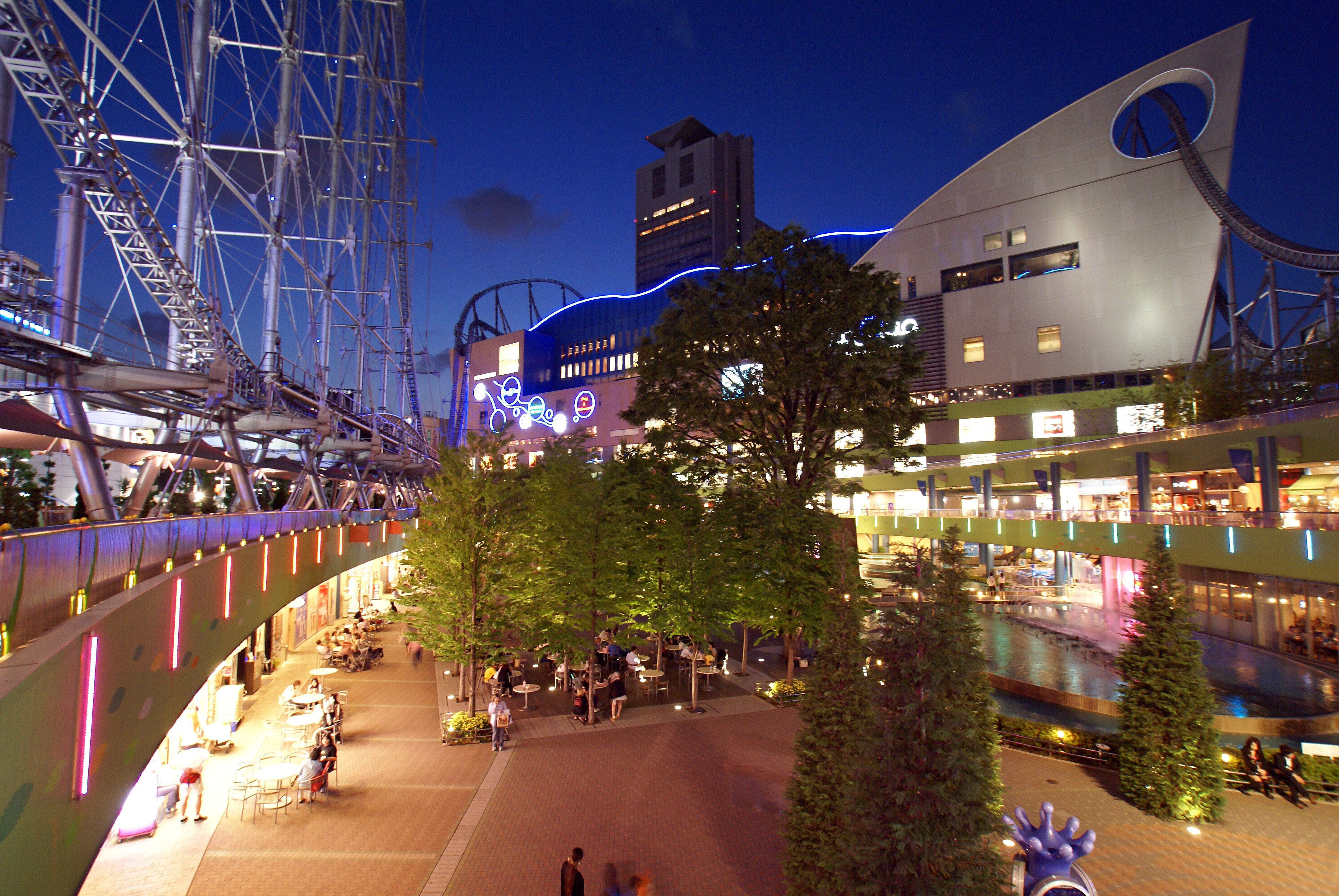
چشمه آبگرم لاکوا

- چشمه آبگرم هاچیجوجیما در جزیرهٔ هاچیجوجیما واقع شده‌است. در این جزیره هفت حمام آب‌معدنی وجود دارد.
- چشمه آبگرم منطقه اوتا در منطقهٔ اوتا واقع شده‌است. در این منطقه ۱۹ حمام آب‌معدنی یافت می‌شود و از نظر کثرت تعداد حمام‌های آب معدنی مقام نخست را در بین مناطق ویژه توکیو داراست.
- حمام آبگرم اوادو-اونسن-منوگاتاری در منطقهٔ کوتو، چشمه آبگرم توشیمائن نیوانویو در داخل توشیمائن و چشمه آبگرم لاکوا در منطقهٔ بونکئو هر یک از مجموع حمام‌های کوچک و بزرگ گوناگون، سالن‌های ماساژ و زیبایی، سالن‌های استراحت و رستوران تشکیل شده‌اند و بزرگترین حمام‌های آبگرم توکیو محسوب می‌شوند.[۷]

## برحسب منطقه

### مناطق ویژه توکیو
- مراکز مربوط به قوهٔ مقننه و مجریه

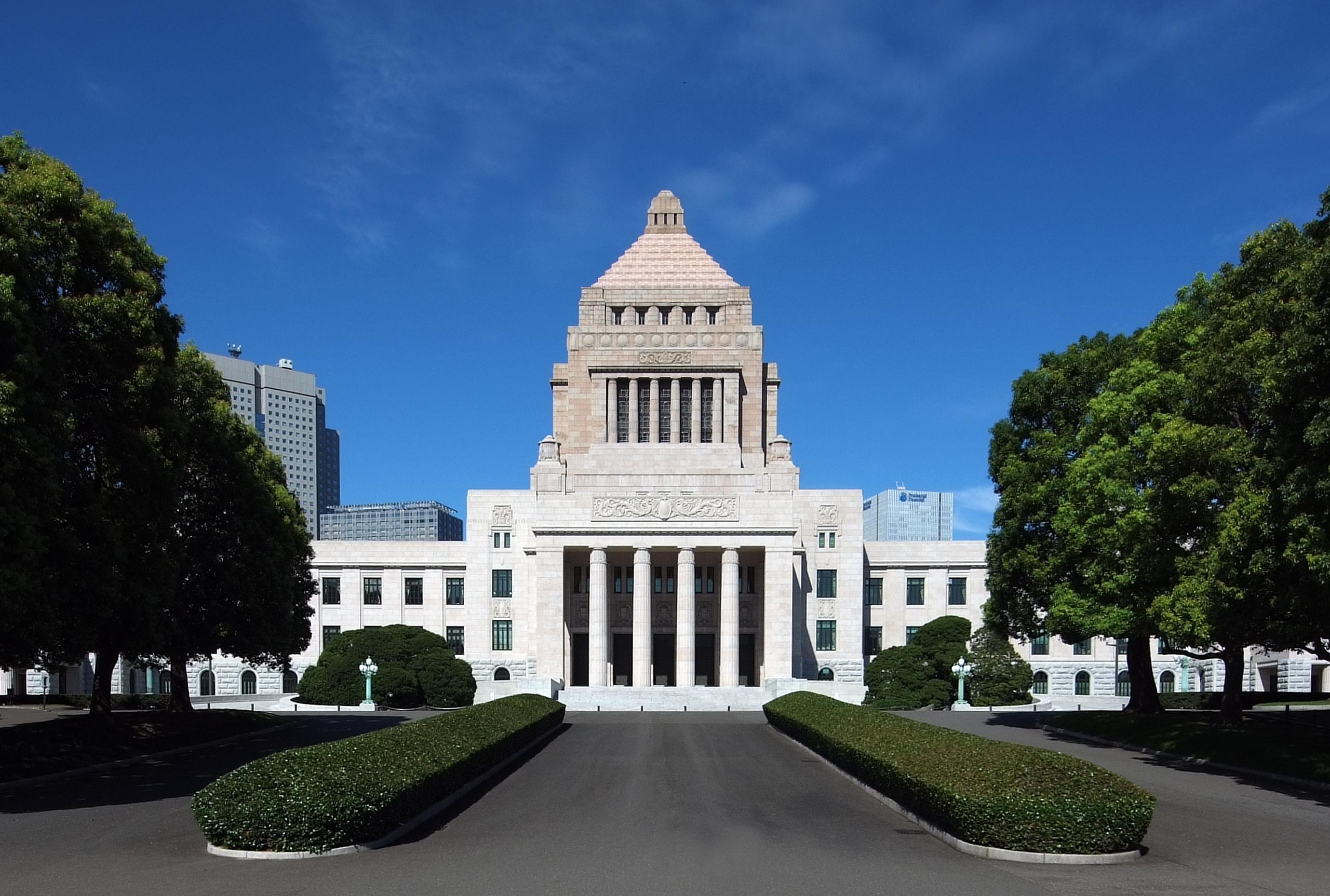
ساختمان مجلس ملی ژاپن

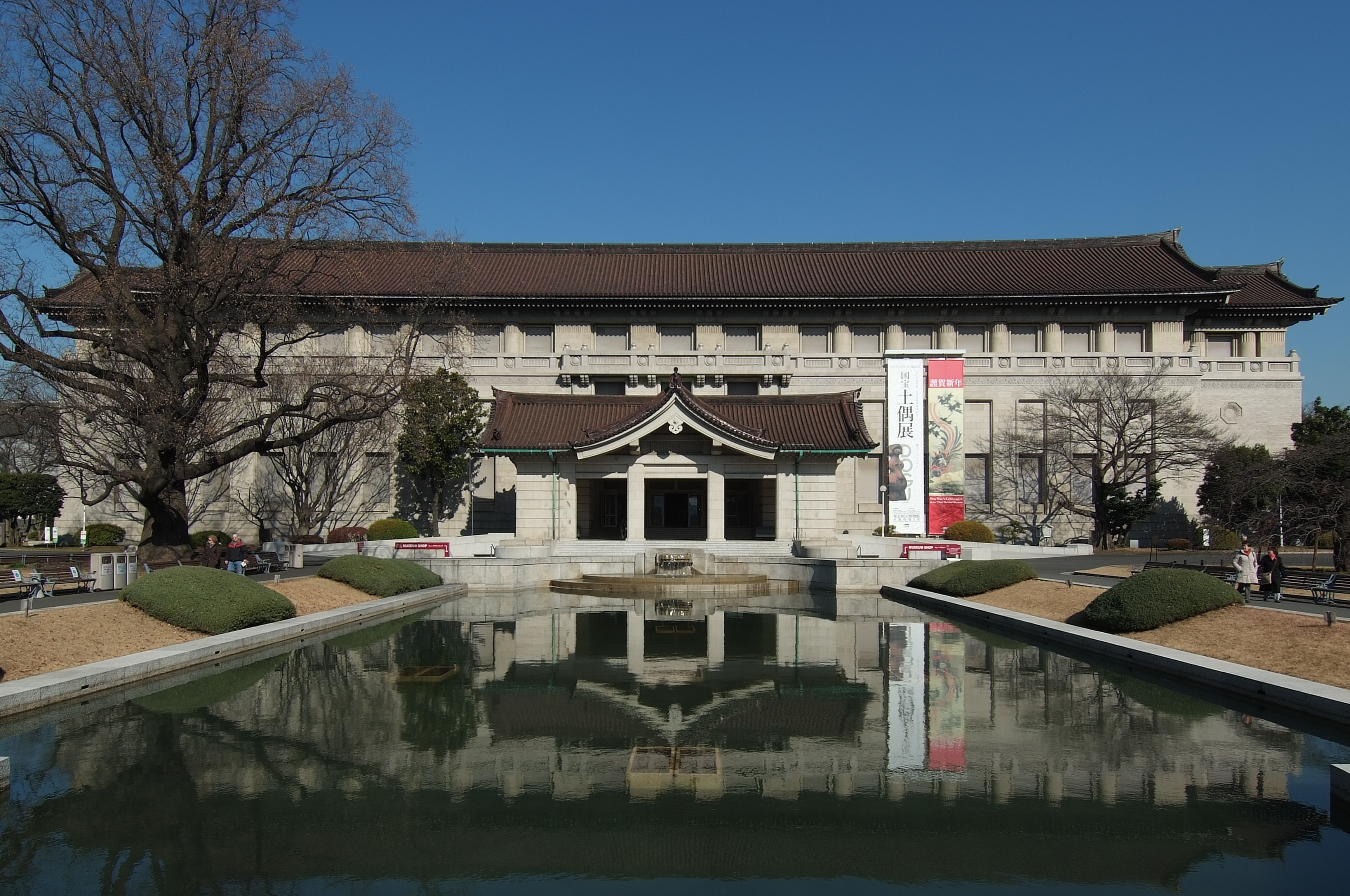
موزه ملی توکیو

  - ساختمان مجلس ملی ژاپن واقع در منطقهٔ چیودا
  - شهرداری توکیو واقع در منطقهٔ شینجوکو
- موزه. کتابخانه. مراکز فرهنگی
  - موزه ملی توکیو واقع در پارک اوئنو
  - موزه ملی طبیعت و علم واقع در پارک اوئنو
  - موزه ادو-توکیو
  - موزه میرائیکان
  - موزه علوم آب (水の科学館) واقع در منطقهٔ کوتو
  - موزه علوم گاز (ガスの科学館) واقع در منطقهٔ کوتو
  - موزه مترو (地下鉄博物館) واقع در منطقهٔ ادوگاوا
  - موزه توتون، تنباکو و نمک (たばこと塩の博物館) واقع در منطقهٔ شیبویا
  - موزه انتشارات (印刷博物館 printing museum,Tokyo) واقع در منطقهٔ بونکئو
  - مرکز فرهنگی جامی (東京ジャーミイ Tokyo Camii) واقع در منطقهٔ شیبویا (فرهنگ اسلامی) (فرهنگ ترکیه)
  - کتابخانه بین‌المللی کودکان (国際子ども図書館 International Library of Children's Literature) واقع در منطقهٔ تایتو، اوئنو

- موزه‌های هنری
  - مرکز ملی هنر توکیو

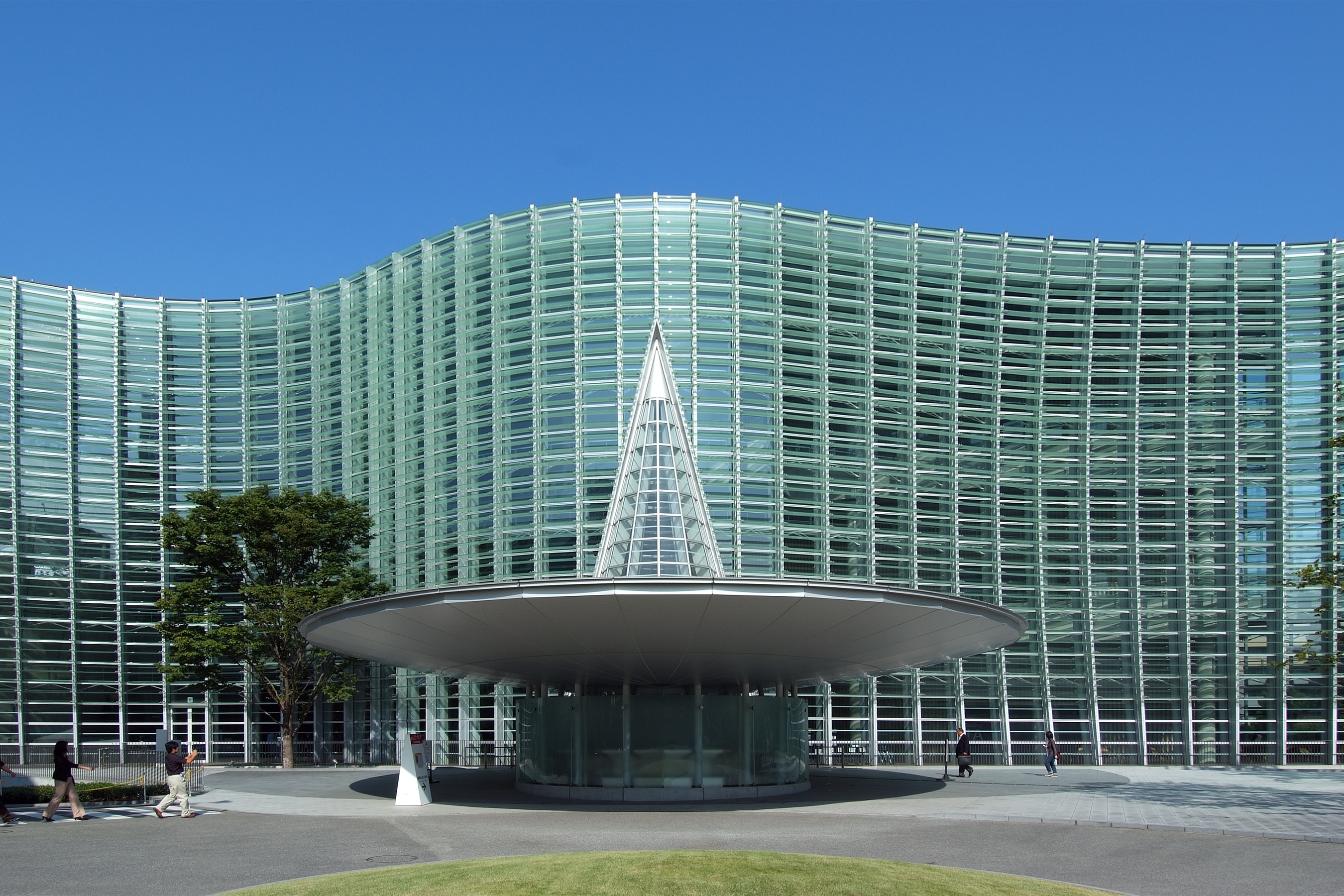
مرکز ملی هنر توکیو

  - موزه هنری موری (森美術館 Mori Art Museum) واقع در منطقهٔ میناتو
  - موزه هنری اوئنو (上野の森美術館 The Ueno Royal Museum) واقع در اوئنو
  - موزه ملی هنر غرب واقع در پارک اوئنو
  - موزه هنری بریجیستون (ブリヂストン美術館 Bridgestone Museum of Art) واقع در منطقهٔ چوئو
  - موزه هنری عکاسی توکیو (東京都写真美術館 Tokyo Metropolitan Museum of Photography) واقع در منطقهٔ مگورو
  - موزه ملی هنری توکیوی نوین (東京国立近代美術館 The National Museum of Modern Art,Tokyo) واقع در منطقهٔ چیودا
  - موزه هنری ایده‌میتسو (出光美術館 Idemitsu Museum of Arts) واقع در منطقهٔ چیودا
  - موزه هنری سانتوری (サントリー美術館 Suntory Museum of Art) واقع در منطقهٔ میناتو
  - گالری عکس یادبود سه‌ایتوکو (聖徳記念絵画館 Seitoku Memorial Museum) واقع در منطقهٔ شینجوکو
  - موزه هنر دانشگاه توکیو (東京藝術大学大学美術館 The University Art Museum-Tokyo National University of Fine Arts and Music) واقع در پارک اوئنو
  - موزه هنرهای معاصر توکیو (東京都現代美術館 Museum of Contemporary Art Tokyo) واقع در منطقهٔ کوتو
  - موزه هنری هارا (原美術館 Hara Museum of Comtemporary Art) واقع در منطقهٔ شیناگاوا
  - موزه هنری واتاریوم (ワタリウム美術館 Watari Museum of Contemporary Art) واقع در منطقهٔ شیبویا
  - موزه هنر باغ توکیو (東京都庭園美術館 Tokyo Metropolitan Teien Art Museum) واقع در منطقهٔ میناتو

- ورزش

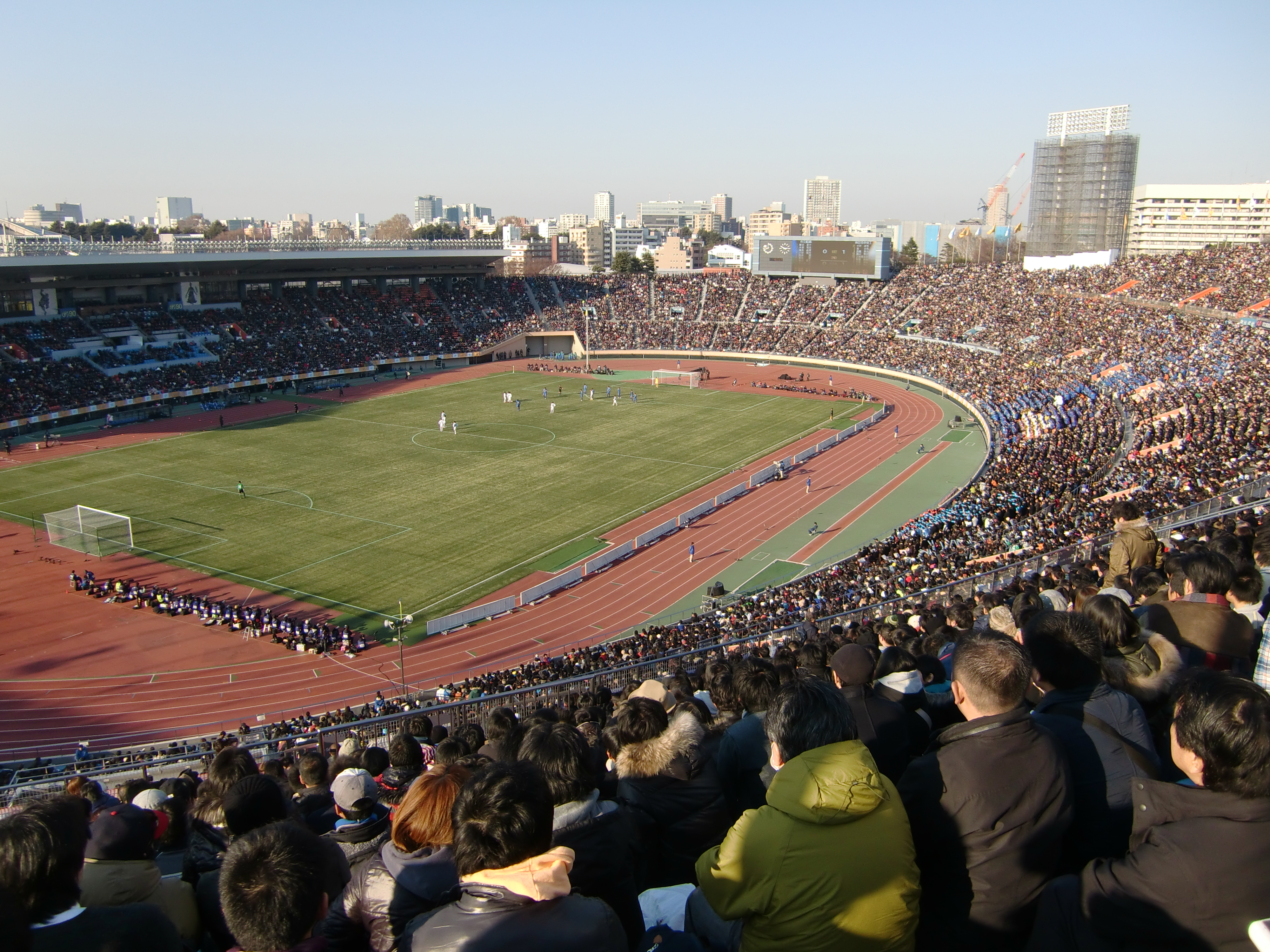
ورزشگاه ملی المپیک توکیو

  - ورزشگاه ملی کاسومیگائوکا واقع در منطقهٔ شینجوکو و میناتو
  - ورزشگاه ملی المپیک توکیو در داخل ورزشگاه ملی کاسومیگائوکا واقع شده‌است.
  - ورزشگاه متروپولیتن توکیو واقع در منطقهٔ شیبویا
  - مرکز بین‌المللی شنای تاتسومی توکیو واقع در منطقهٔ کوتو
  - توکیو بودوکان واقع در منطقهٔ آداچی
  - نیپون بودوکان واقع در منطقهٔ چیودا. به عنوان محل کنسرت نیز استفاده می‌شود.
  - توکیو دم واقع در منطقهٔ بونکئو به عنوان محل کنسرت نیز استفاده می‌شود.
  - ورزشگاه ملی یویوگی واقع در منطقهٔ شیبویا به عنوان محل کنسرت نیز استفاده می‌شود.

- هنرهای نمایشی
  - مرکز موسیقی نو (国立能楽堂)
  - تئاتر ملی ژاپن
  - کابوکی-زا واقع در گینزا

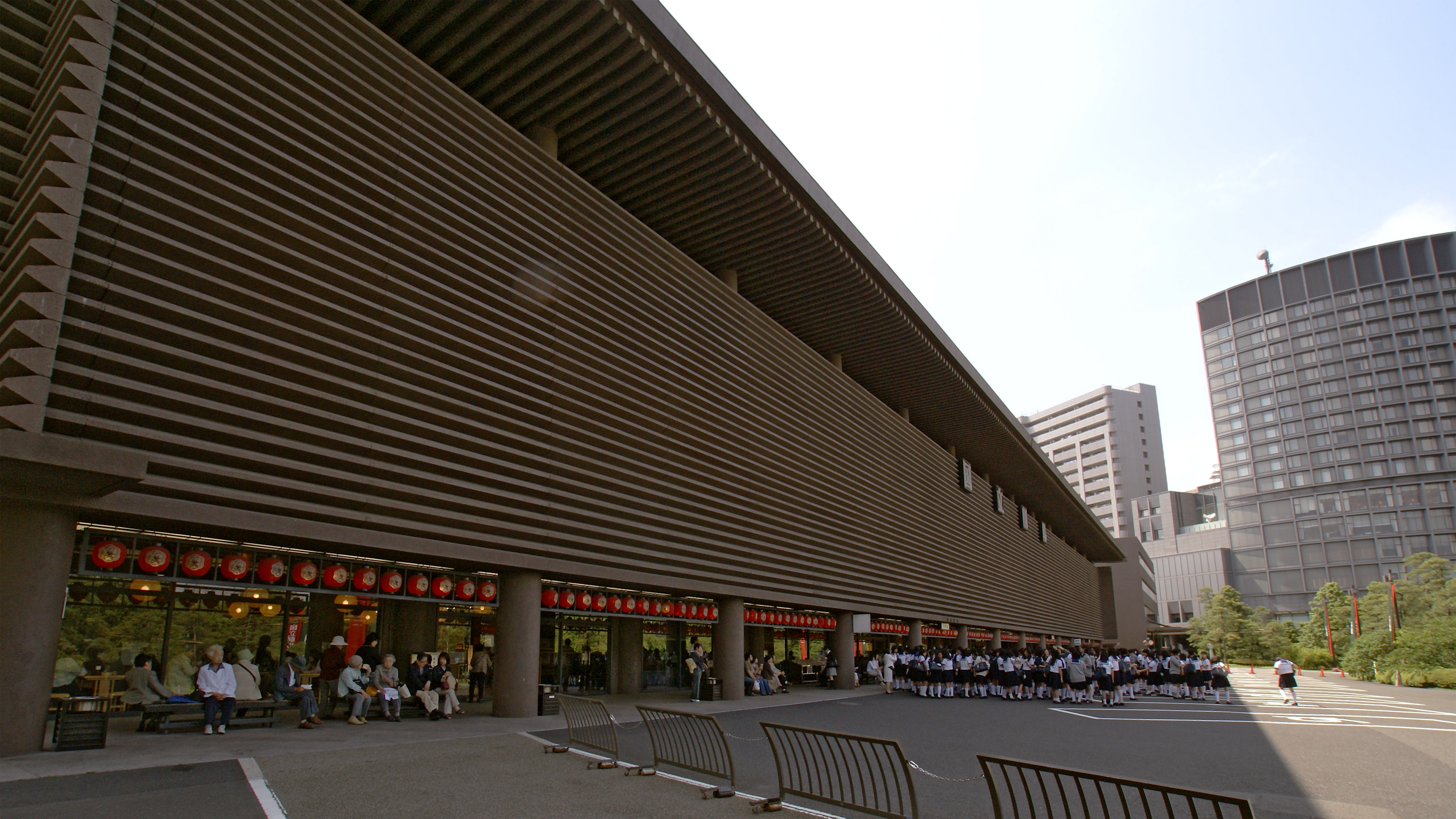
تئاتر ملی ژاپن

  - تئاتر ملی نو (新国立劇場) مخصوص ارکستر سنفونیک و باله
  - توکیو اپراسیتی (東京オペラシティ)
  - تئاتر هنری توکیو (東京芸術劇場)
  - سانتوری هال (サントリーホール)
  - تئاتر سلطنتی (帝国劇場)
  - تئاتر توکیو تاکارازوکا (東京宝塚劇場)
  - تئاتر سوزوموتو (鈴本演芸場)

- باغ‌وحش. باغ گیاه‌شناسی. آکواریوم
  - باغ‌وحش اوئنو

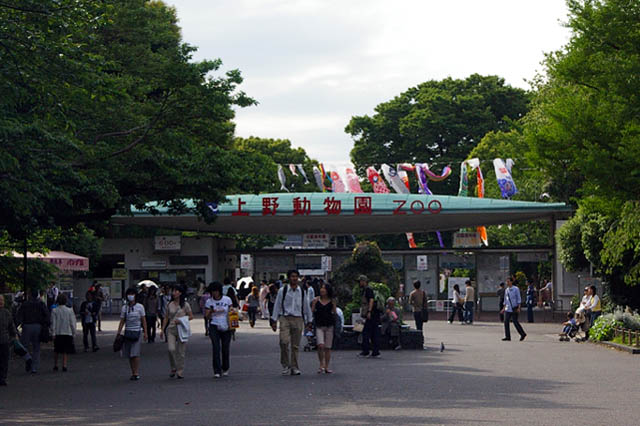
باغ‌وحش اوئنو

  - موزهٔ علوم طبیعی (国立科学博物館付属自然教育園)
  - گلخانه گیاهان استوایی یومه‌نوشیما
  - آکواریوم کاسای‌رینکای
  - آکواریوم شیناگاوا (しながわ水族館)
  - آکواریوم بین‌المللی سانشاین (サンシャイン国際水族館)
  - آکواریوم اپوسون شیناگاوا (エプソン品川アクアスタジアム)

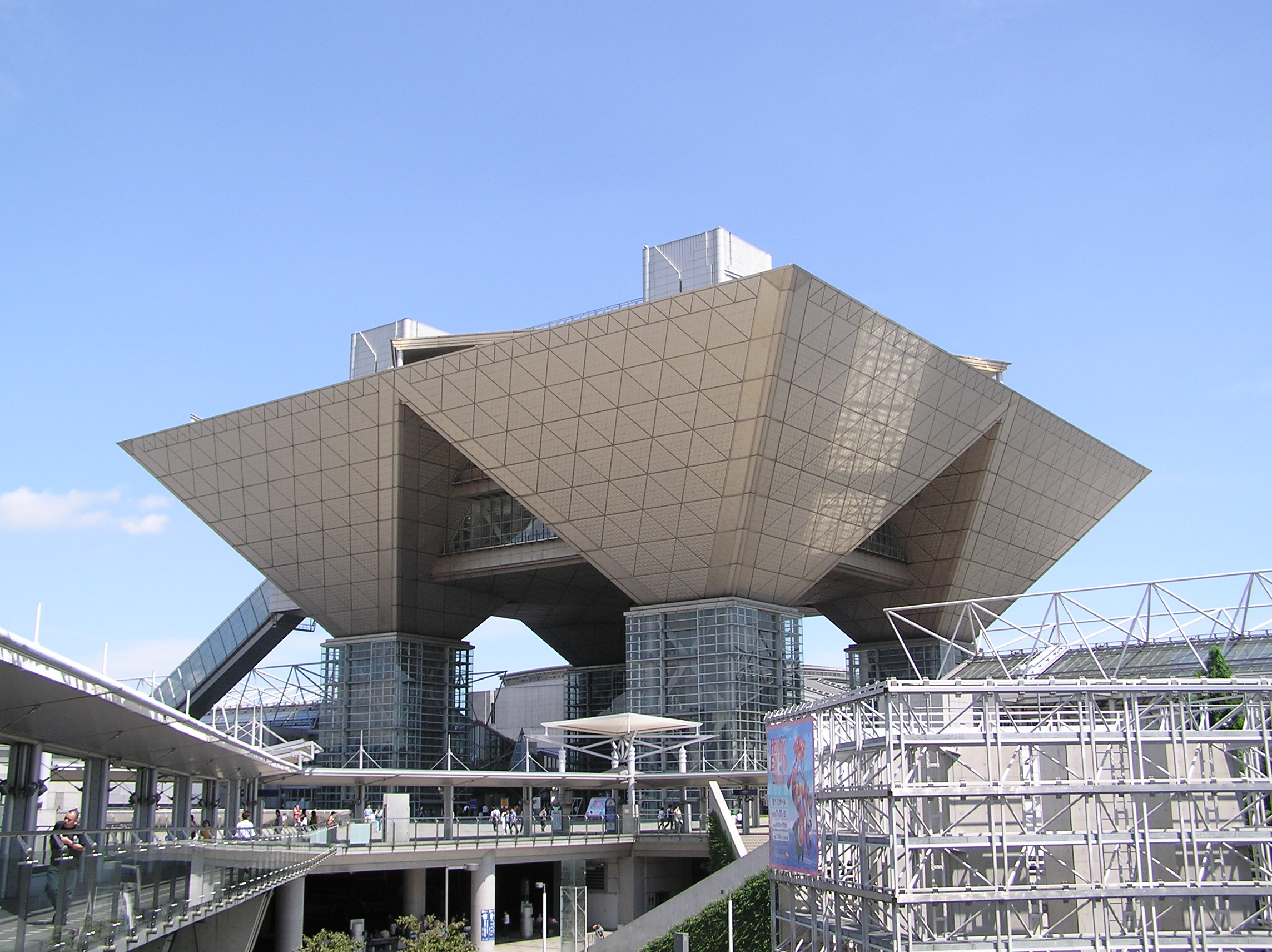
نمایشگاه بین‌المللی توکیو

- جاهای متفرقه
  - نمایشگاه بین‌المللی توکیو
  - توکیو اینترنشنال فورم
  - برج توکیو
  - توکیو اسکای‌تری
  - ساختمان هاتویاما (鳩山会館)

مجتمع‌های تجاری. مراکز خرید. مراکز تفریحی
- گینزا
  - فروشگاه واکو
  - مرکز خرید تنشودو (天賞堂)
  - ساختمان سونی (ソニービル)
- یوراکوچو

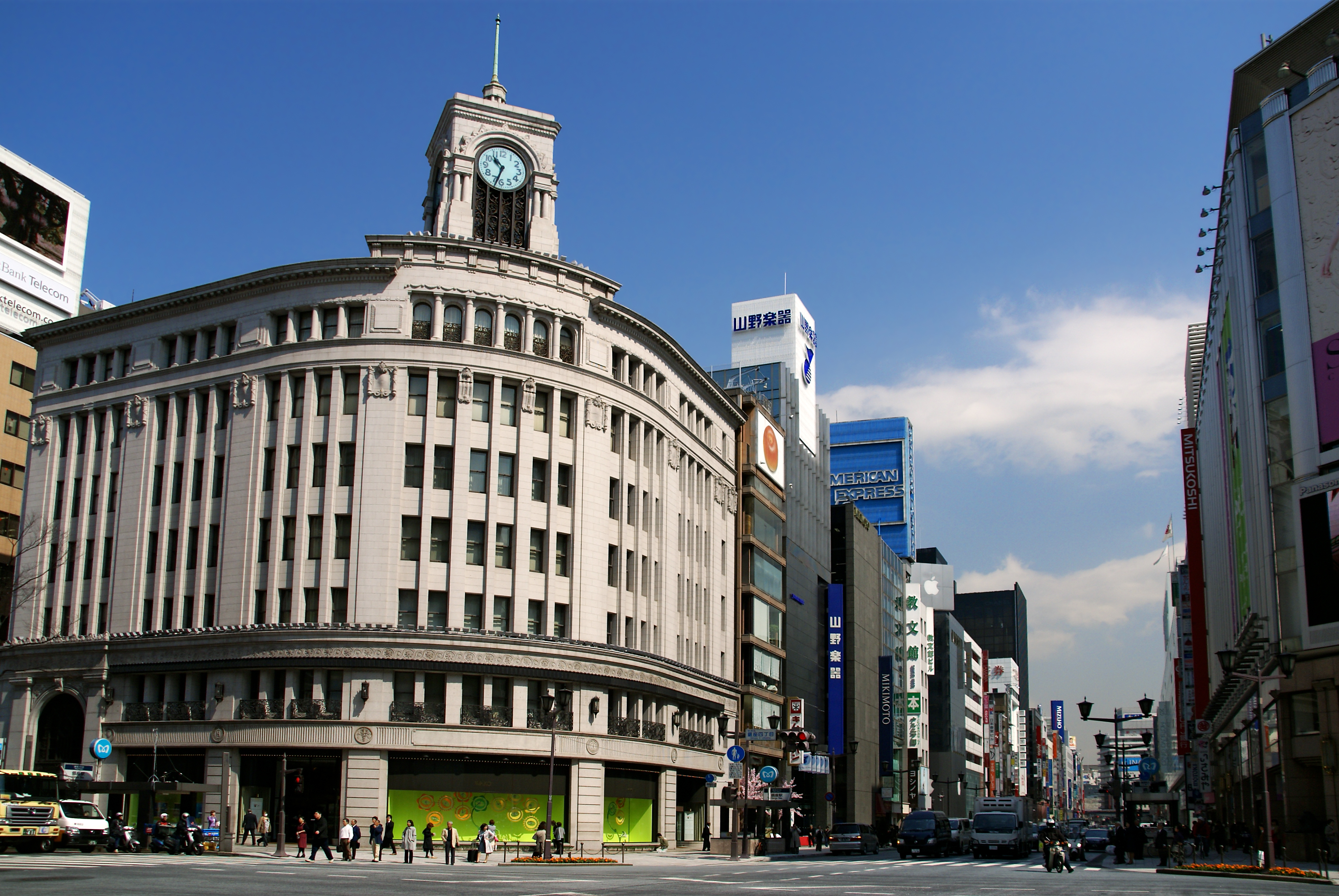
گینزا

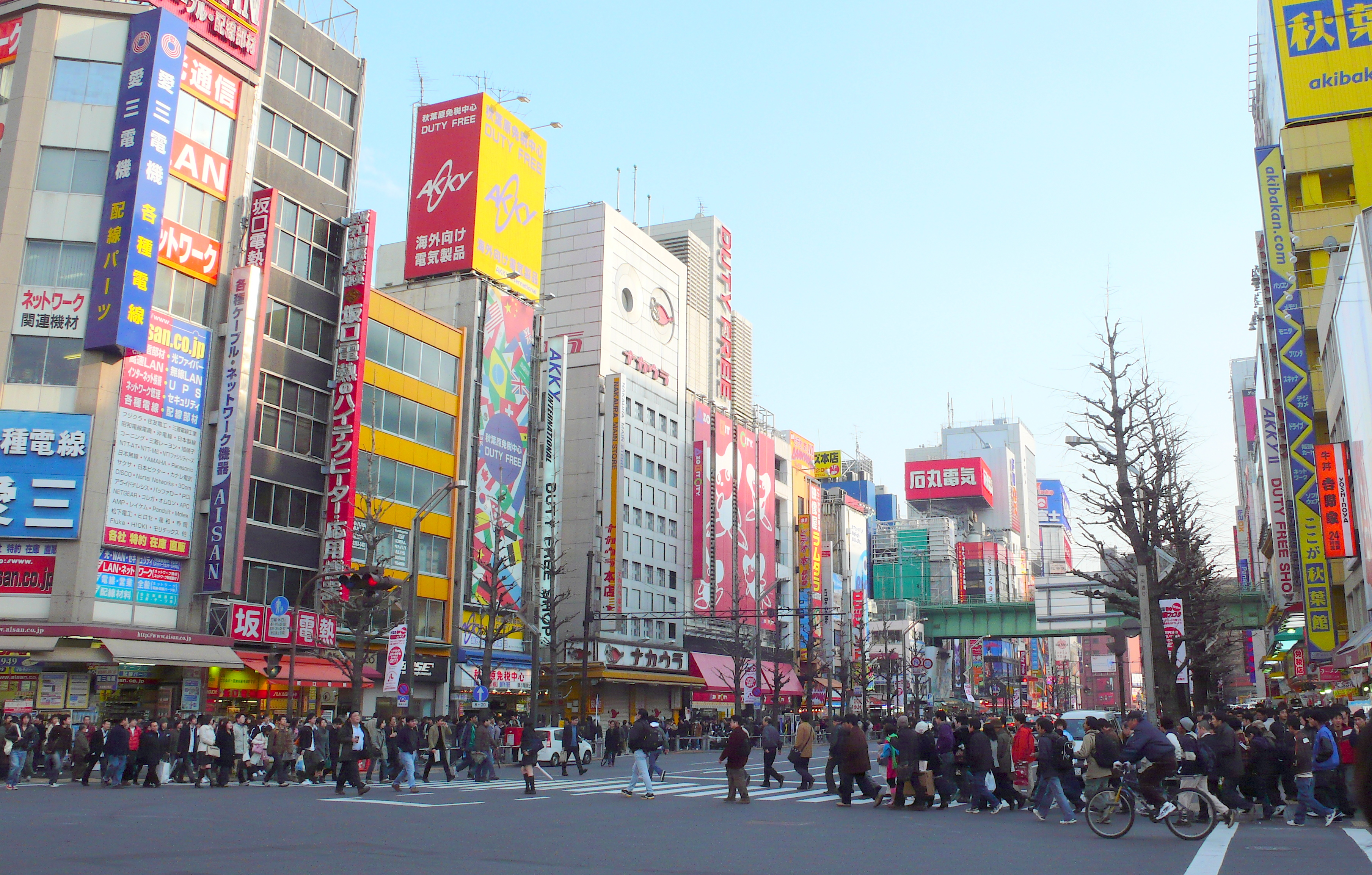
آکیهابارا

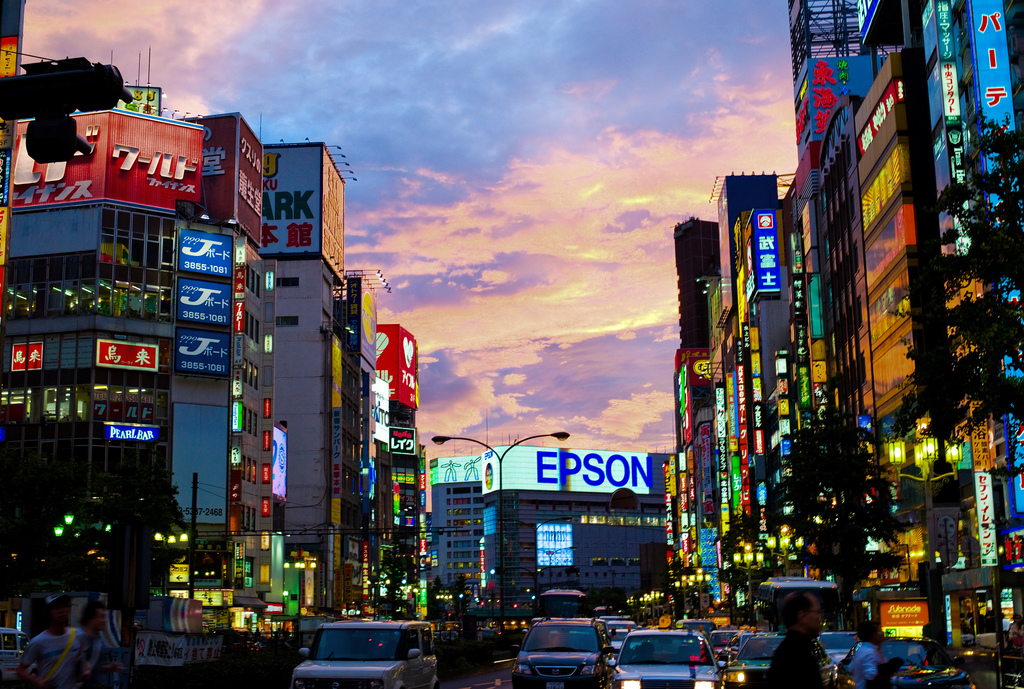
شینجوکو، توکیو

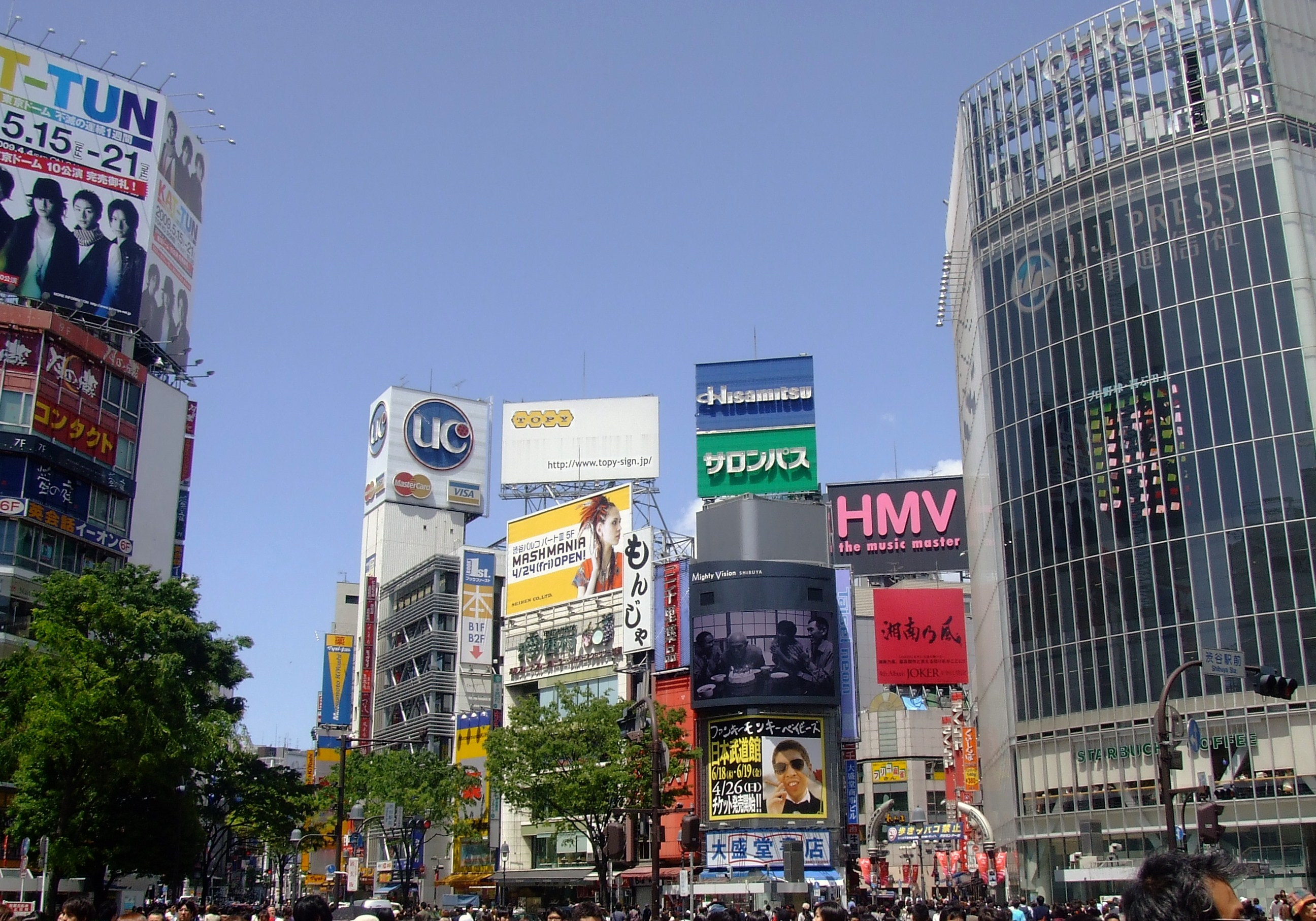
شیبویا، توکیو

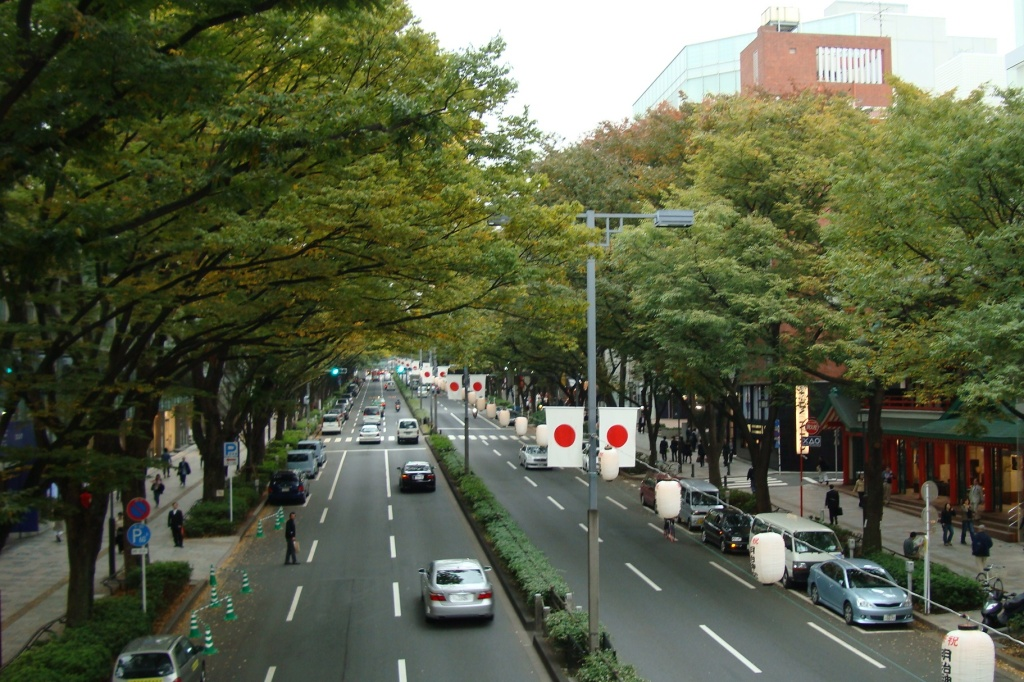
خیابان اوموته‌ساندو در هاراجوکو

  - ساختمان اصلی یوراکوچو (有楽町センタービル)
  - یوراکوچو ایتوشیا (有楽町イトシア)
- مارونواوچی
  - ساختمان مارونواوچی (丸の内ビルディング)
  - ساختمان شین مارونواوچی (新丸の内ビルディング)
  - مارونواوچی اوآزو (丸の内オアゾ Marunouchi OAZO)
- نیهونباشی واقع در منطقهٔ چوئو
  - فروشگاه اصلی میتسوکوشی (三越)
- آکیهابارا واقع در منطقهٔ تایتو
  - آکیهابارا کوروسوفیلد (秋葉原クロスフィールド)
  - ساختمان رادیوی آکیهابارا (秋葉原ラジオ会館)
- ایکه‌بوکورو واقع در منطقهٔ توشیما
  - سانشاین سیتی
- شینجوکو، توکیو
  - فروشگاه ایستان
  - شینجوکو پاکوتاوا (新宿パークタワー)
  - کابوکیچو
- هاراجوکو
  - رافور هاراجوکو (ラフォーレ原宿)
  - خیابان تاکه‌شیتا
- شیبویا، توکیو
  - مرکز شیبویا (渋谷センター街)
  - اسپین ساکا (スペイン坂)
  - مرکز خرید ۱۰۹
  - بونکامورا دارای مرکز خرید، سالن موسیقی و تئاتر در شیبویا
- اوموته‌ساندو
  - اوموته‌ساندو هیلز (表参道ヒルズ)
- اودایبا
  - تیم‌لب پلانیتس توکیو
  - آکواسیتی اودایبا
  - دسک توکیو بیچ
  - شهر بازی پالت تاون (パレットタウン palette town)
  - اوادو-اونسن-منوگاتاری (大江戸温泉物語)
  - مرکز پاناسونیک توکیو (パナソニックセンター東京)
- اوئنو
  - آمه‌یا-یوکوچو
  - کاپپاباشی
- ابیسو گادن-پریسو (恵比寿ガーデンプレイス)
- توکیو میدتاون
- روپونگی هیلز
- آکوهیروز (アークヒルズ)
- آکاساکا ساکاس (赤坂サカス akasaka Sacas)
- شیئودومه
- تننواوزوایرو (天王洲アイル)
- مرکز خرید هارومی (晴海トリトンスクエア Harumi Island Triton Square)
- مرکز خرید آباندوک راراپوتو توتویوسو (アーバンドック ららぽーと豊洲)
  - کیزانیاتوکیو (キッザニア東京 Kidzania Tokyo)
- تسوکی‌جیشو (築地市場)
- کانداکوشوتنگائی (神田古書店街)
- آری‌اوکامه‌آری (アリオ亀有)
- شهربازی توکیو دم سیتی (東京ドームシティアトラクションズ)
- توشیمائن (としまえん)
- شهربازی آساکوساهانایاشیکی (浅草花やしき)

مناطق دیدنی تاریخی
- کاخ امپراتوری توکیو یا قلعه ادو

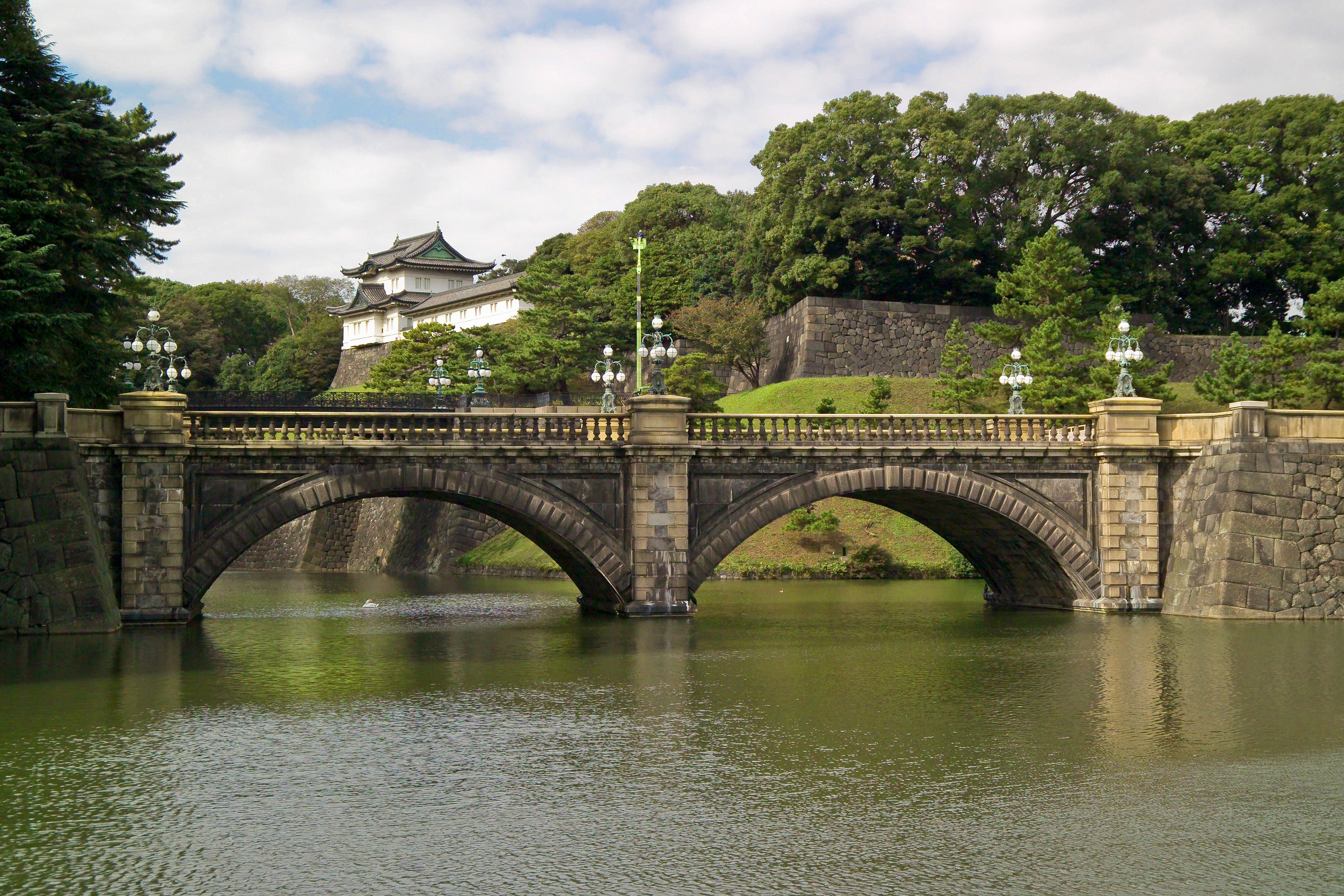
کاخ امپراتوری توکیو

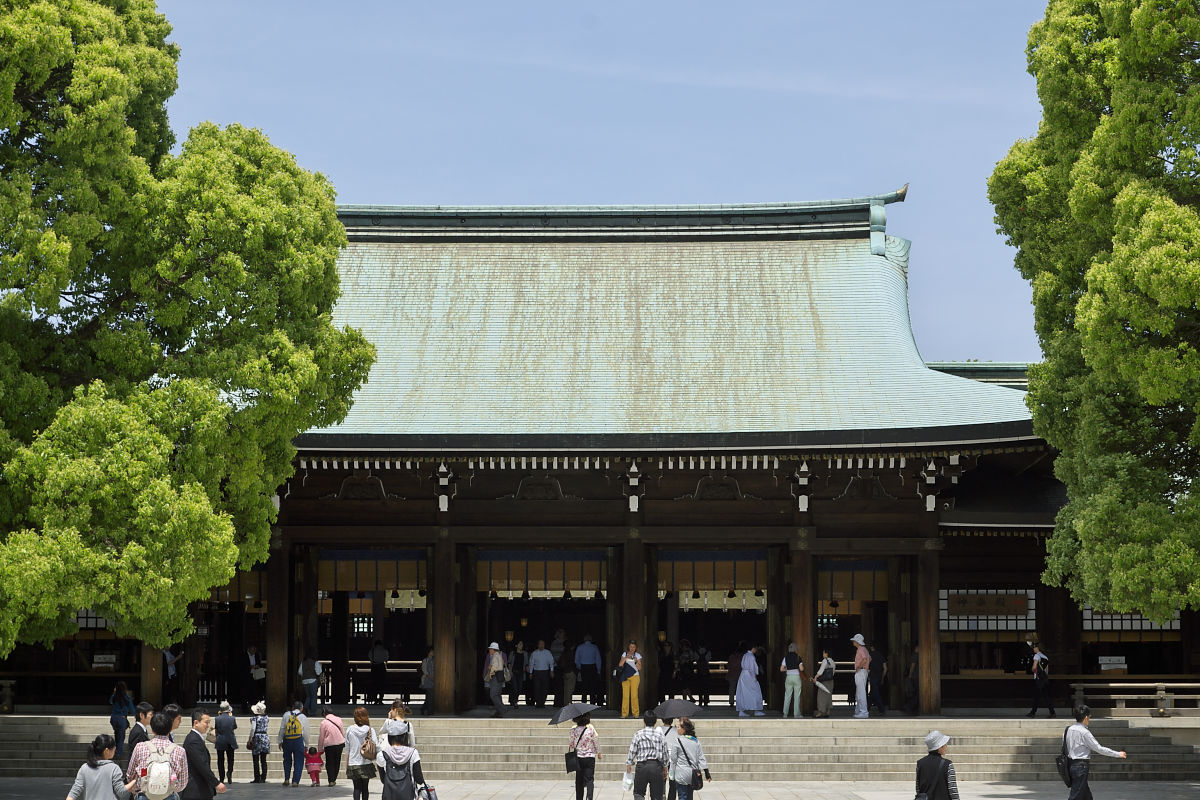
معبد میجی

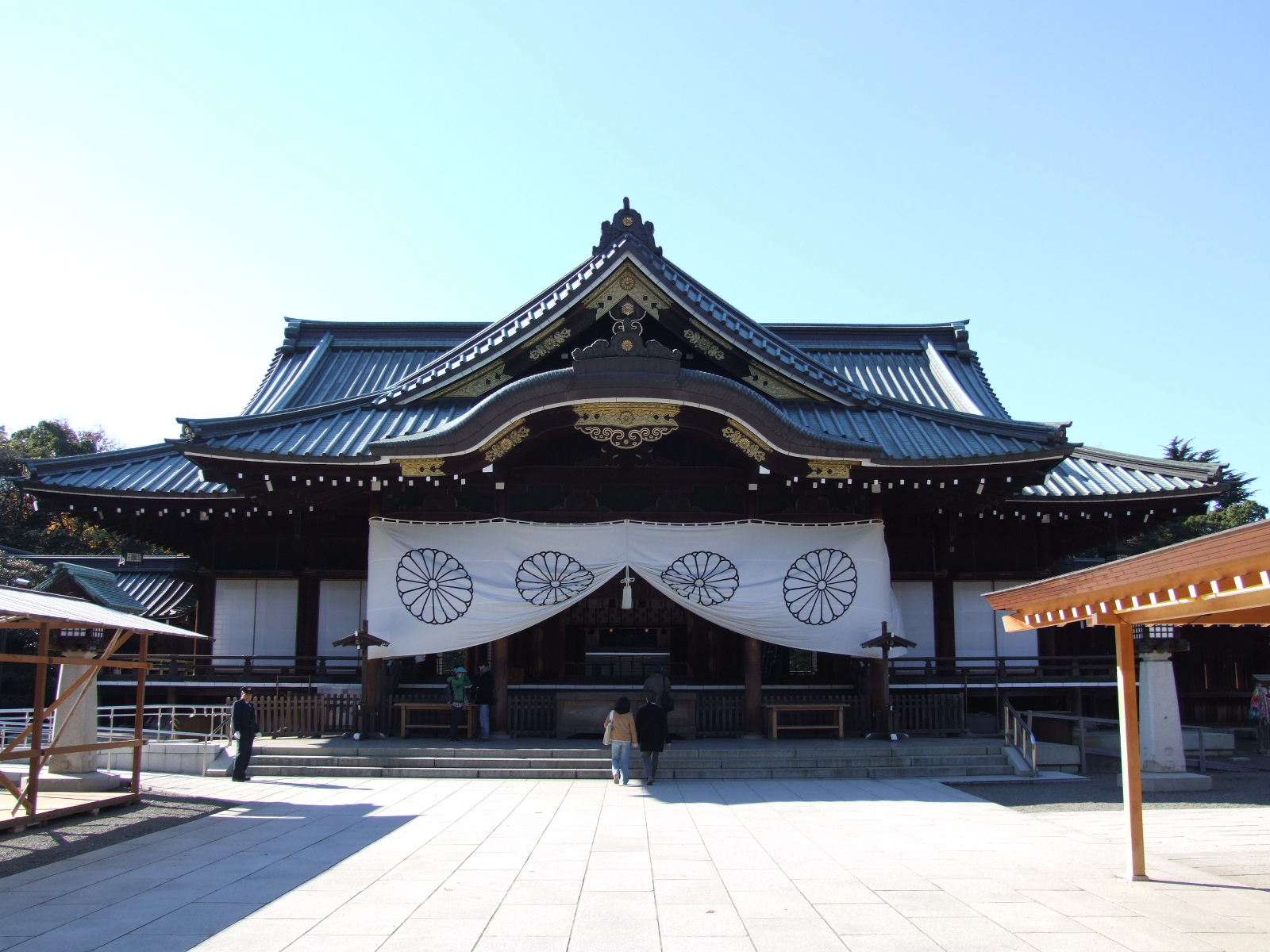
معبد یاسوکونی

  - باغ کاخ امپراتوری توکیو (皇居外苑 Kokyogaien National Gardens)
  - پارک کوکیو هیگاشی
  - خندق چیدوریگافوچی در اطراف کاخ
- معبد میجی (معبد شینتو) واقع در شیبویا
- معبد یاسوکونی (معبد شینتو)واقع در چیودا
- معبد کاندا (معبد شینتو) واقع در چیودا
- معبد تومی‌اوکا هاچیمانگو (معبد شینتو) واقع در کوتو
- یوشیماتن مانگو (معبد شینتو) (湯島天満宮) واقع در بونکئو
- معبد یوشیماسیدو واقع در بونکئو
- کلیسای نیکلای دو (ニコライ堂 Holy Resurrection Cathedral, Nicholai-do)
- معبد سنسوجی (معبد آیین بودایی)
- معبد آساکوسا (معبد شینتو)
- معبد کان‌ائیجی (معبد آیین بودایی)
- معبد زوجوجی (معبد آیین بودایی)
- معبد سنگاکوجی (معبد آیین بودایی)
- معبد تسوکیجی هونگانجی
- معبد کوگانجی (معبد آیین بودایی)
- معبد شینگنجی (معبد آیین بودایی) (真源寺)
- معبد شیباماتاتایشاکوتن واقع در کاتسوشیکا
- معبد سوجیجی (معبد آیین بودایی)
- معبد ریوسنجی (معبد آیین بودایی)
- معبد گوهیاکوراکانجی (معبد آیین بودایی) (五百羅漢寺)
- معبد کامه‌ایدو (معبد شینتو) (亀戸天神社) واقع در کوتو

طبیعت و پارک
"＊ این علامت نشاندهندهٔ اینست که ورود به این محوطه نیاز به بلیط ورودی دارد.
- پارک یویوگی
- پارک هیبیا
- پارک اوئنو
- پارک شیبا
- پارک آسوکایاما
- پارک یادبود آریسوگاوا-نومیا
- ＊پارک شینجوکو گیوئن
- ＊باغ کویشیکاوا
- ＊باغ ریکوگی
- ＊باغ هاماریکیو
- ＊ باغ کیوسومی
- ＊ باغ کیوفوروکاوا در منطقهٔ کیتا
- ＊باغ گیاه‌شناسی کویشیکاوا
- پارک هیکاریگائوکا واقع در نریما
- پارک شاکوجیی واقع در نریما
- پارک زنپوکوجی واقع در سوگینامی
- رود یازاواگاوا واقع در ستاگایا
- پارک کینوتا واقع در ستاگایا

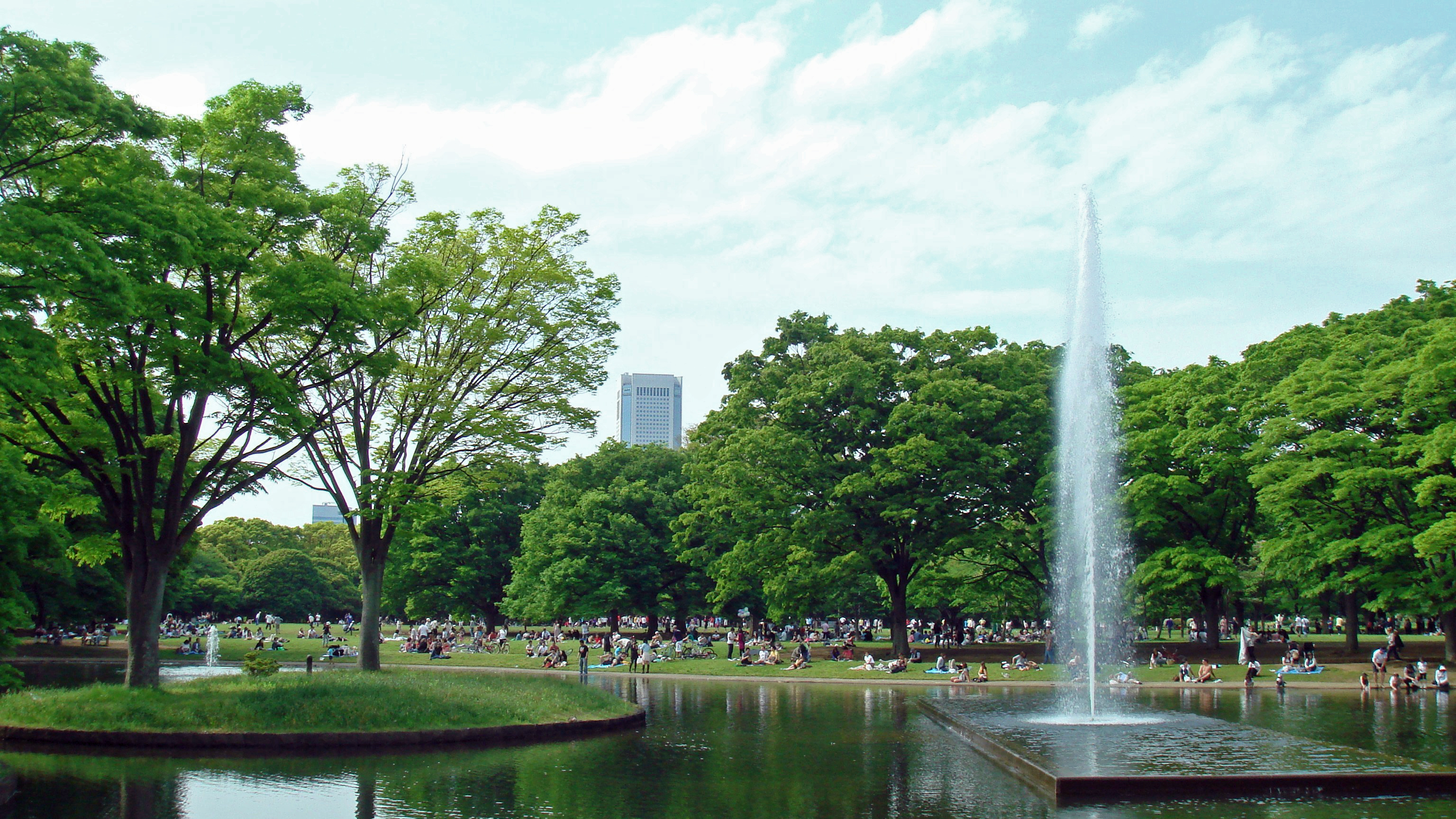
پارک یویوگی

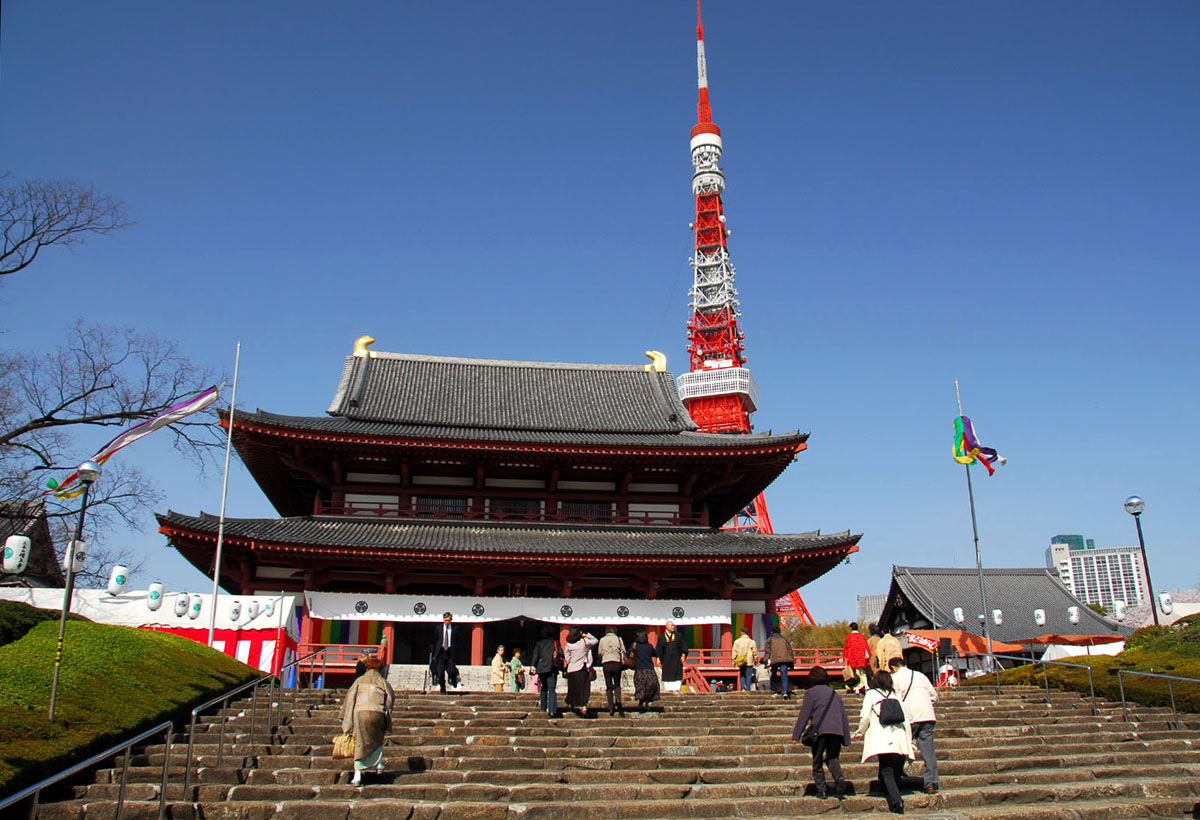
پارک شیبا

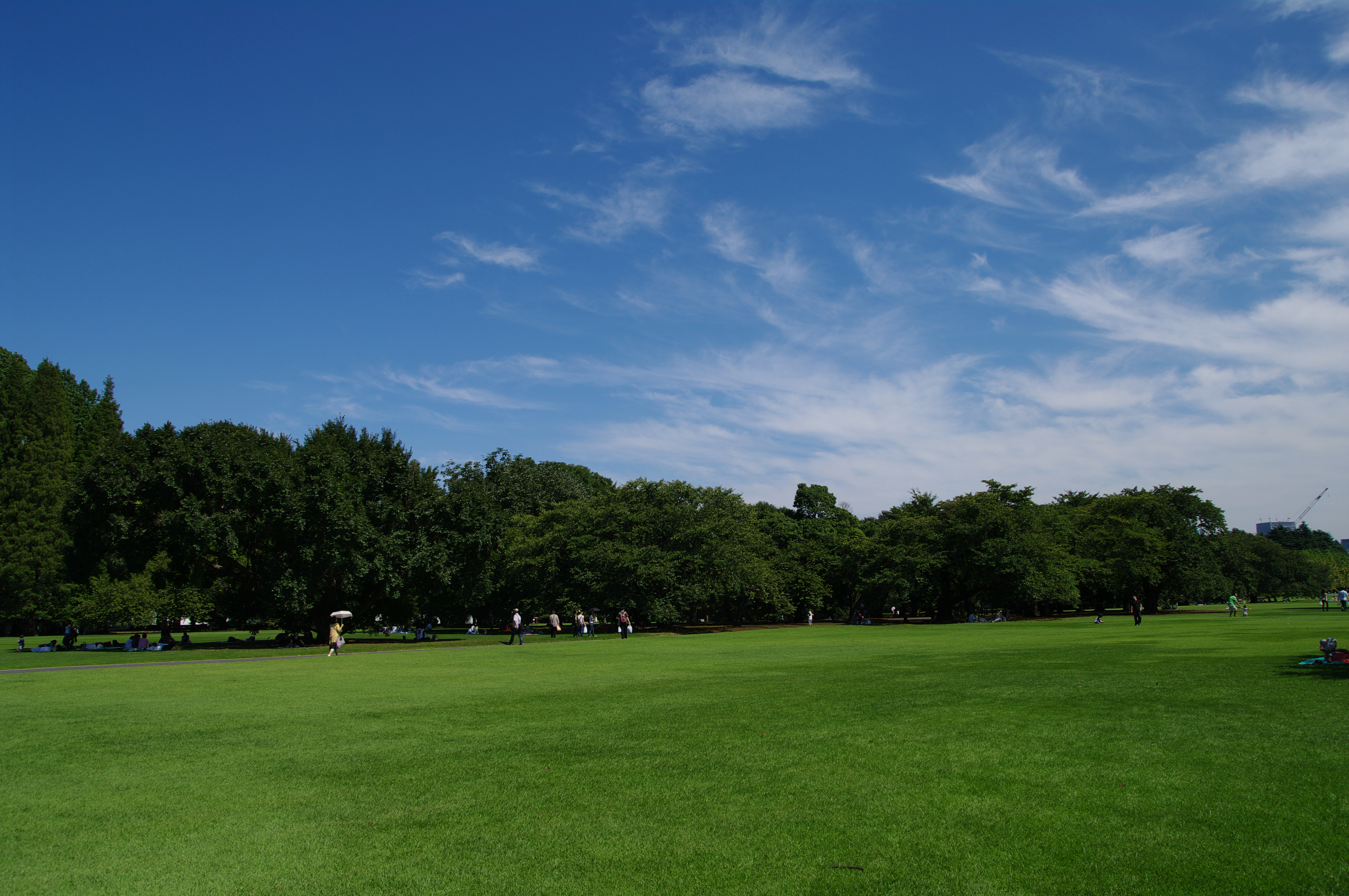
پارک شینجوکو گیوئن

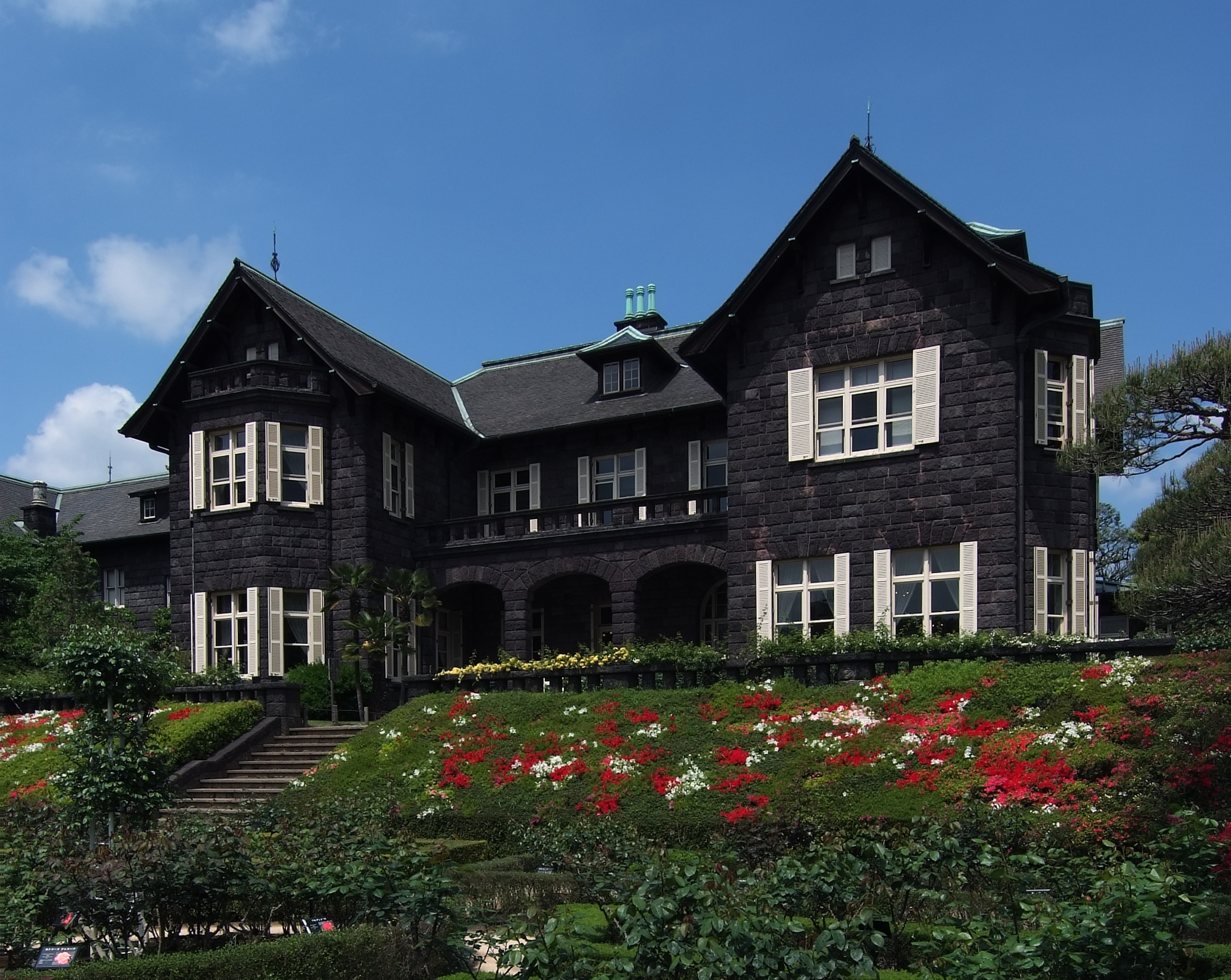
ساختمان فرنگی باغ کیوفوروکاوا

- پارک کومازاوا-المپیک واقع در ستاگایا
- پارک میزوموتو واقع در کاتسوشیکا
- پارک تونری واقع در آداچی
- پارک کیبا واقع در کوتو
- پارک دایبا واقع در اودایبا
- پارک ساحلی اودایبا واقع در اودایبای، میناتو
- پارک شیئوکازه واقع در اودایبا
- پارک کاسای‌رینکای

تورهای با اتوبوس و قایق
- هاتو باس (はとバス Hato Bus Co. , Ltd)
- قایق‌های تفریحی توکیو (東京都観光汽船 Tokyo Cruise Ship)
- خطوط قایقرانی میزوبه (東京水辺ライン Tokyo Mizube Line)

### مراکز گردشگری درمنطقه تاما
مراکز فرهنگی ورزشی
- موزه معماری ادو-توکیو

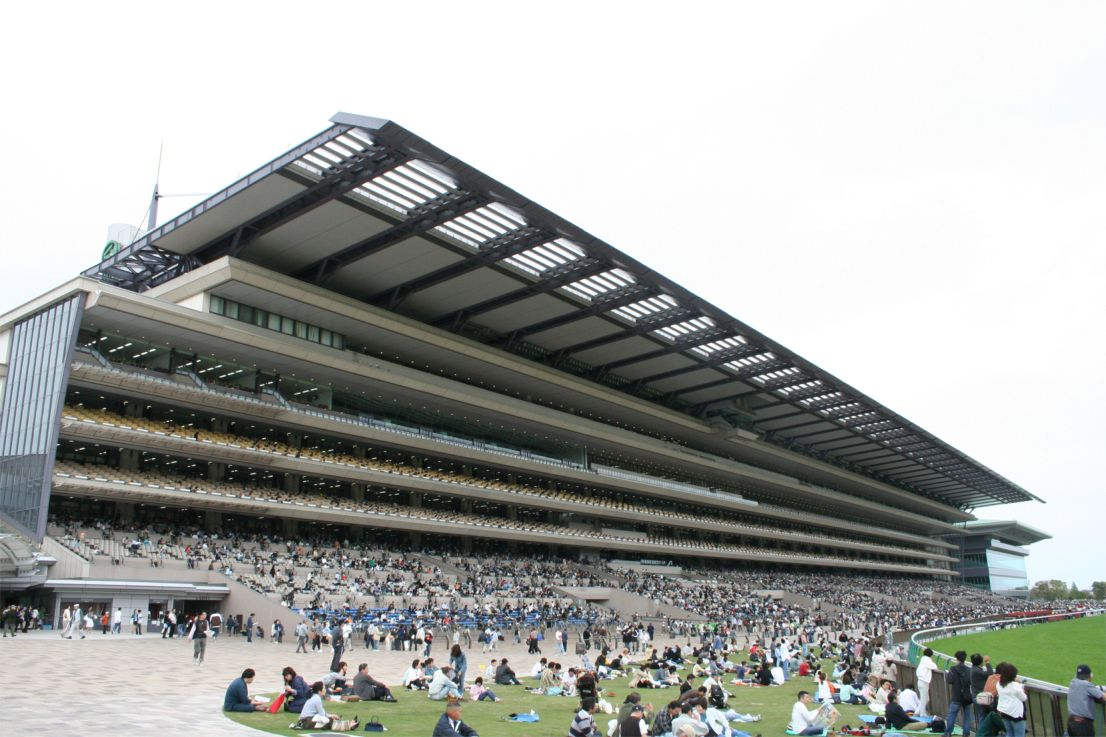
میدان اسبدوانی توکیو

- موزه جیبلی واقع در پارک اینوکاشیرا (نمایشگاه انیمیشن)
- ورزشگاه آجینوموتو واقع در چوفو
- سانریو پورولند شهربازی
- میدان اسبدوانی توکیو (東京競馬場)

مراکز تفریحی. باغ‌وحش
- باغ‌وحش تاما
- توکیو سامرلند (یک مجتمع تفریحی بسیار بزرگ شامل زمین‌های ورزشی، مجموعه‌های استخر و شهربازی)
- یومی‌آوری لند (شهربازی) (よみうりランド)
- سانریو پیورولند (شهر بازی کودکان) (サンリオピューロランド Sanrio Puroland)

مجتمع‌های تجاری. مراکز خرید
- هاچی‌اوجی

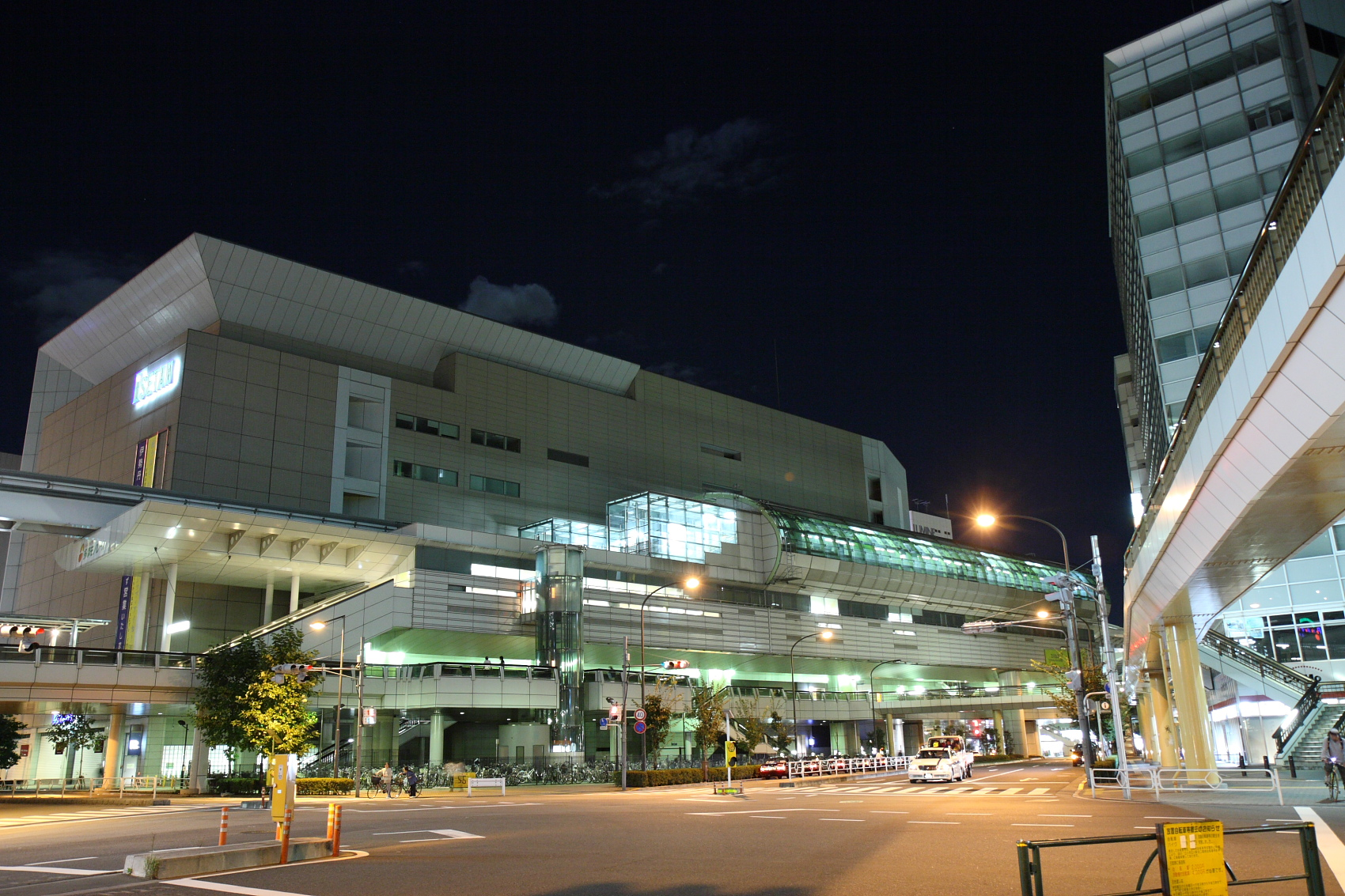
تاچیکاوا

- می‌نامی اوزاوا (مرکز خرید) (南大沢) واقع در هاچی‌اوجی
- تاچیکاوا
- کیچیجوجی
  - کیچیجوجی-دائیاگای
- فوچو
- چوفو
- ماچیدا
  - گرندبری مول
- کوکوبونجی
- تاماسنتا (多摩センター)

مناطق دیدنی تاریخی

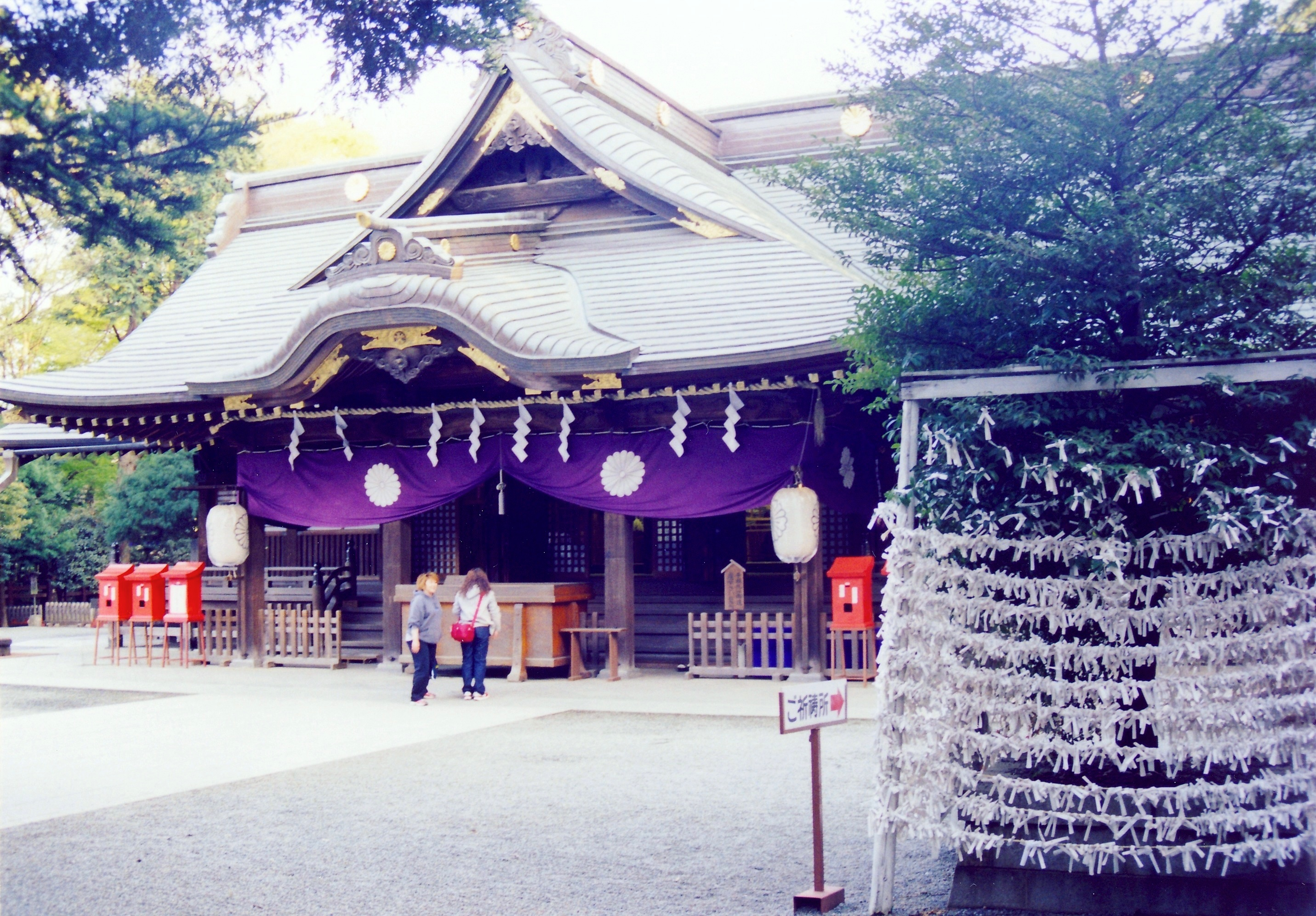
معبد اوکونیتاما

- معبد اوکونیتاما واقع در منطقهٔ فوچو
- معبد موساشی‌میتاکه واقع در منطقهٔ اومه
- معبد تاکائوسان–یاکوئواین واقع در کوه تاکائو
- معبد جیندائیجی واقع در چوفو
- معبد شیئوفونه‌کاننون واقع در منطقهٔ اومه
- معبد کونگوجی واقع در منطقهٔ هینوده
- قصر هاچی‌اوجی (八王子城) واقع در هاچی‌اوجی

؛ طبیعت. پارک در منطقه تاما
- پارک ملی چیچیبو تاما کای
  - کوه میتاکه
  - کوه کوموتوری
  - دریاچه اوکوتاما

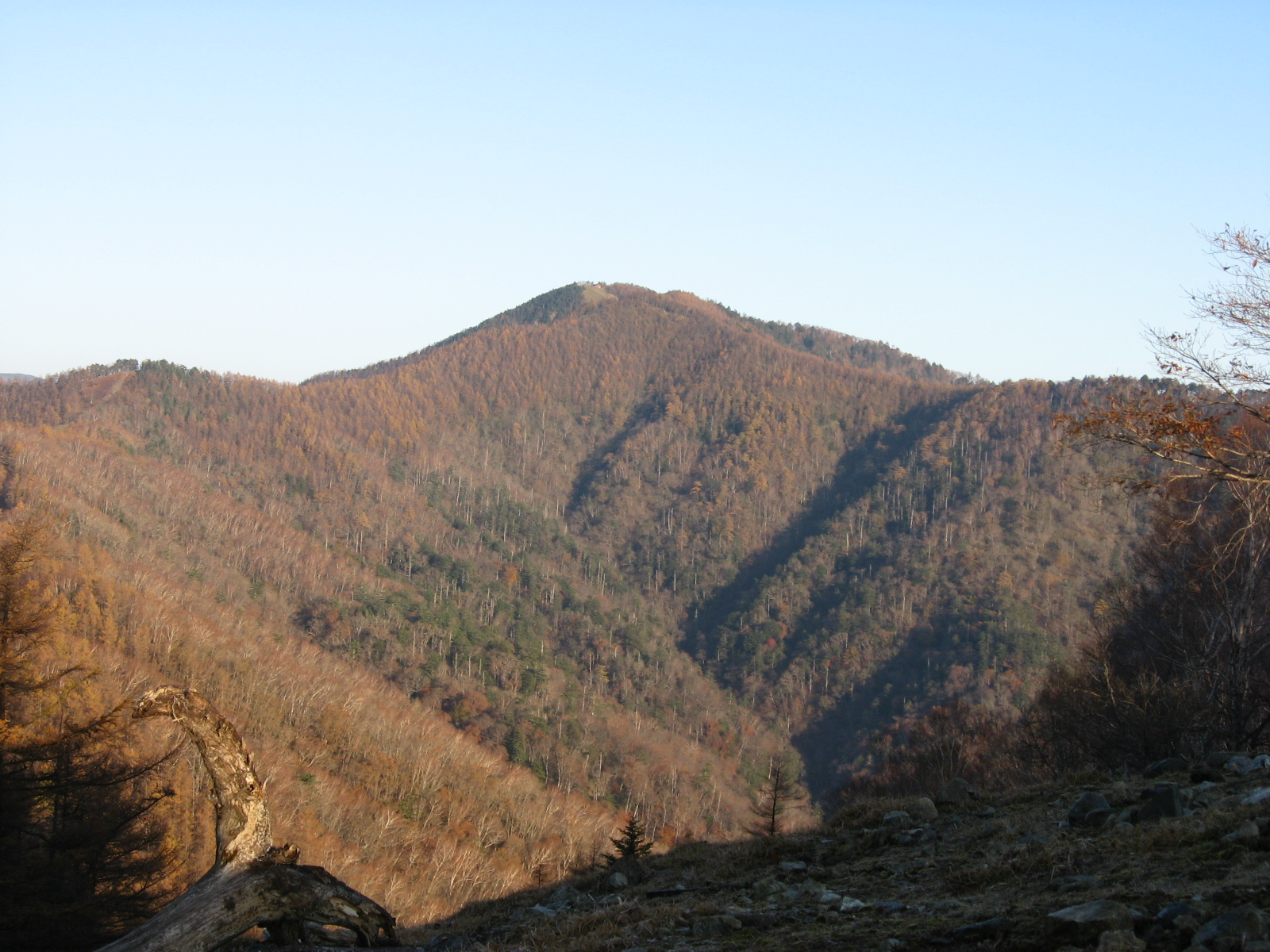
کوه کوموتوری با ارتفاع ۲۰۱۷ متر، عنوان بلندترین کوه توکیو را دارد.

- دریاچه تاما (نام دیگر دریاچه مورایاماچوسوایچی)
- کوه تاکائو در کتاب راهنمای میشلن این کوه تنها کوهی در توکیوست که سه ستاره دارد که حداکثر امتیاز محسوب می‌شود.[۸]
- پارک یادبود شووا
- پارک کوگانی
- پارک موگوسائن
- پارک اینوکاشیرا

### مناطق دیدنیجزایر توکیو
- ایزواوشیما

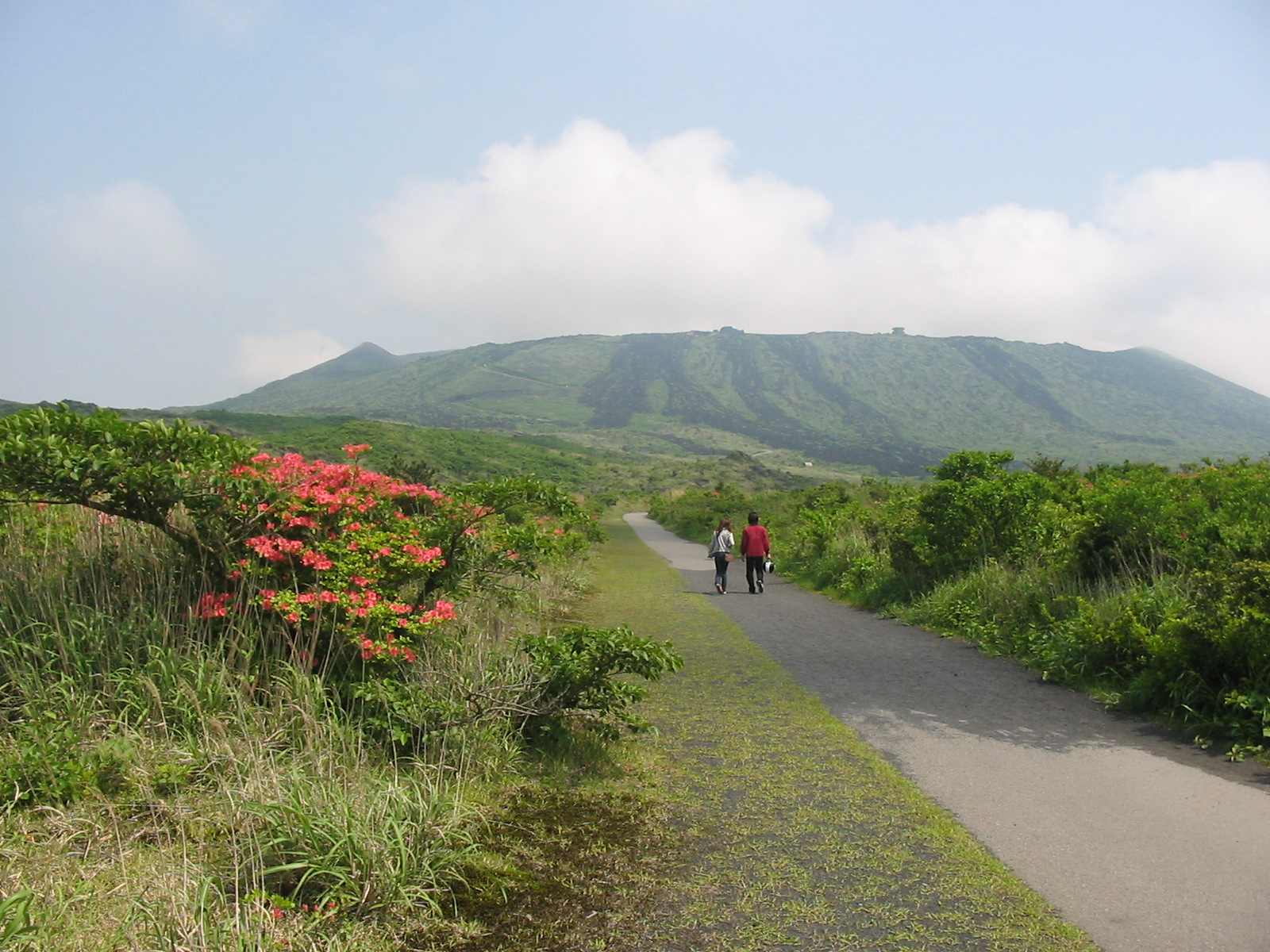
کوه میهارادر جزیرهٔ ایزواوشیما

  - کوه میهارا در سال ۱۹۸۶ آتشفشانی کرده‌است. در حال حاضر جهت گردشگری استفاده می‌شود.
  - جشن بهار (椿祭り)
  - حمام آب معدنی (御神火温泉)
- کوزوشیما
  - کوه تنجو
  - حمام آب معدنی (神津島温泉)
- جزیرهٔ شیکینه (式根島)
  - حمام آب معدنی جیناتا (地鉈温泉)
  - حمام آب معدنی (足付温泉)
- نی‌ایجیما
  - حمام آب معدنی (湯の浜露天温泉)
  - مجسمهٔ مویایی (モヤイ像)
  - رصدخانه برای دیدن کوه فوجی

- هاچیجوجیما

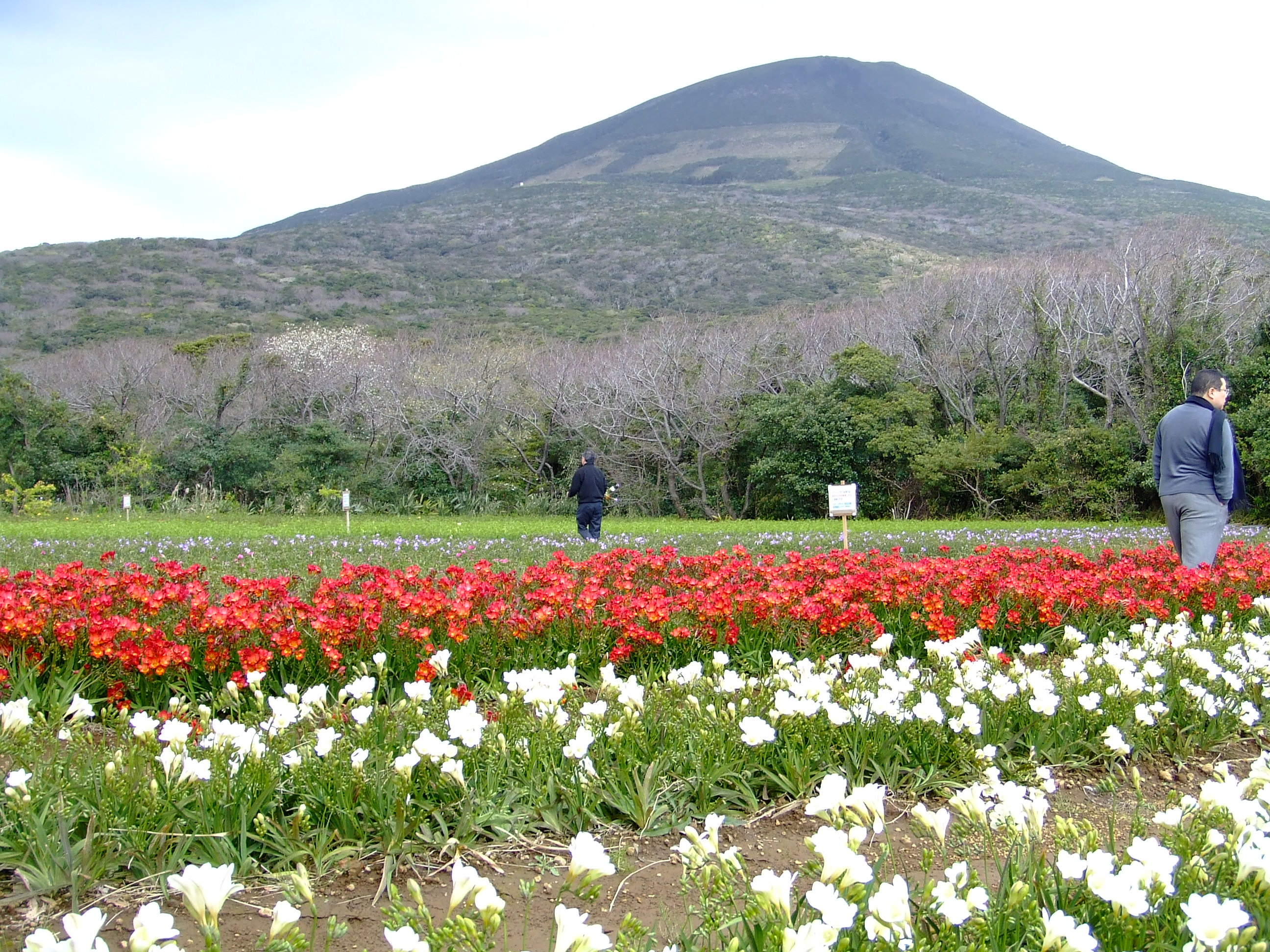
جزیرهٔ هاچیجوجیما

  - چشمه آبگرم هاچیجوجیما (八丈島温泉) در هفت جای جزیره حمام آب معدنی وجود دارد.
  - فانوس دریایی هاچیجو (八丈島灯台)
  - موزهٔ تاریخ مردم هاچیجو (八丈島歴史民俗博物館)
  - باغ گیاهشناسی هاچیجو (八丈植物公園)
  - کوه هاچیجوفوجی (八丈富士)
- میاکجیما
  - کوه اویاما. پس از آتشفشانی سال ۲۰۰۰ کوهنوردی در این کوه ممنوع اعلام شده‌است.
  - صخرهٔ عینک (メガネ岩)
  - فانوس دریایی ایزو (伊豆岬灯台)
  - معبد (御笏神社)

## نگارخانه

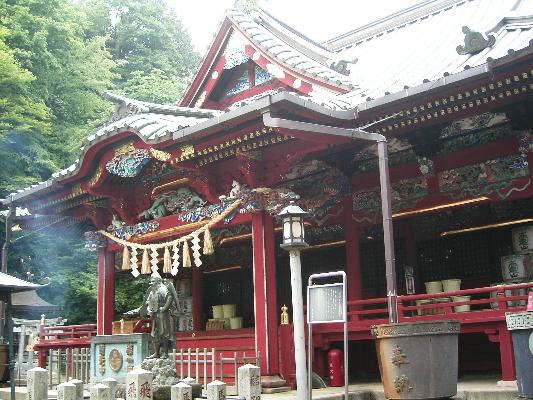
معبد تاکائوسان–یاکوئواین
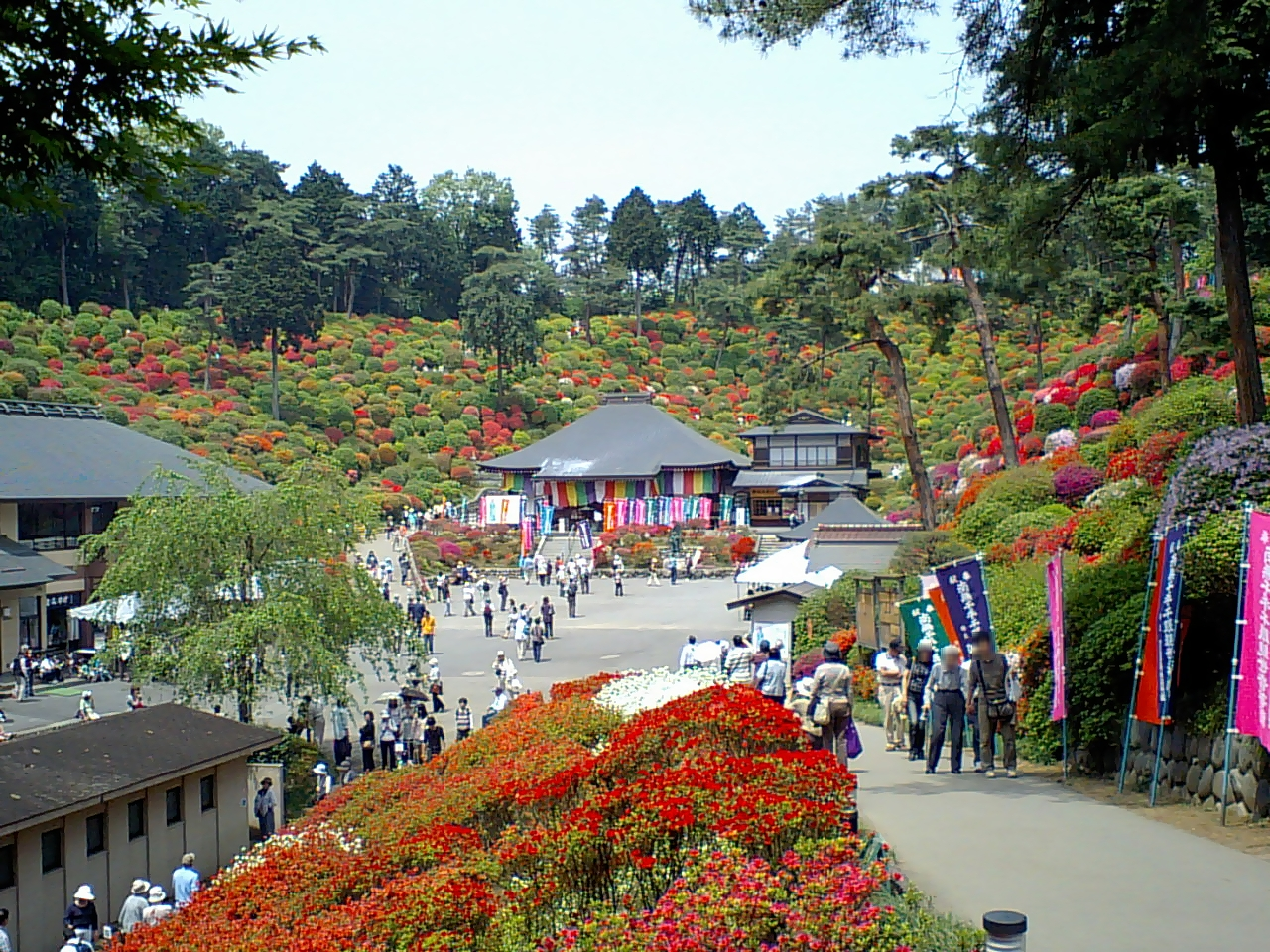
معبد شیئوفونه‌کاننون
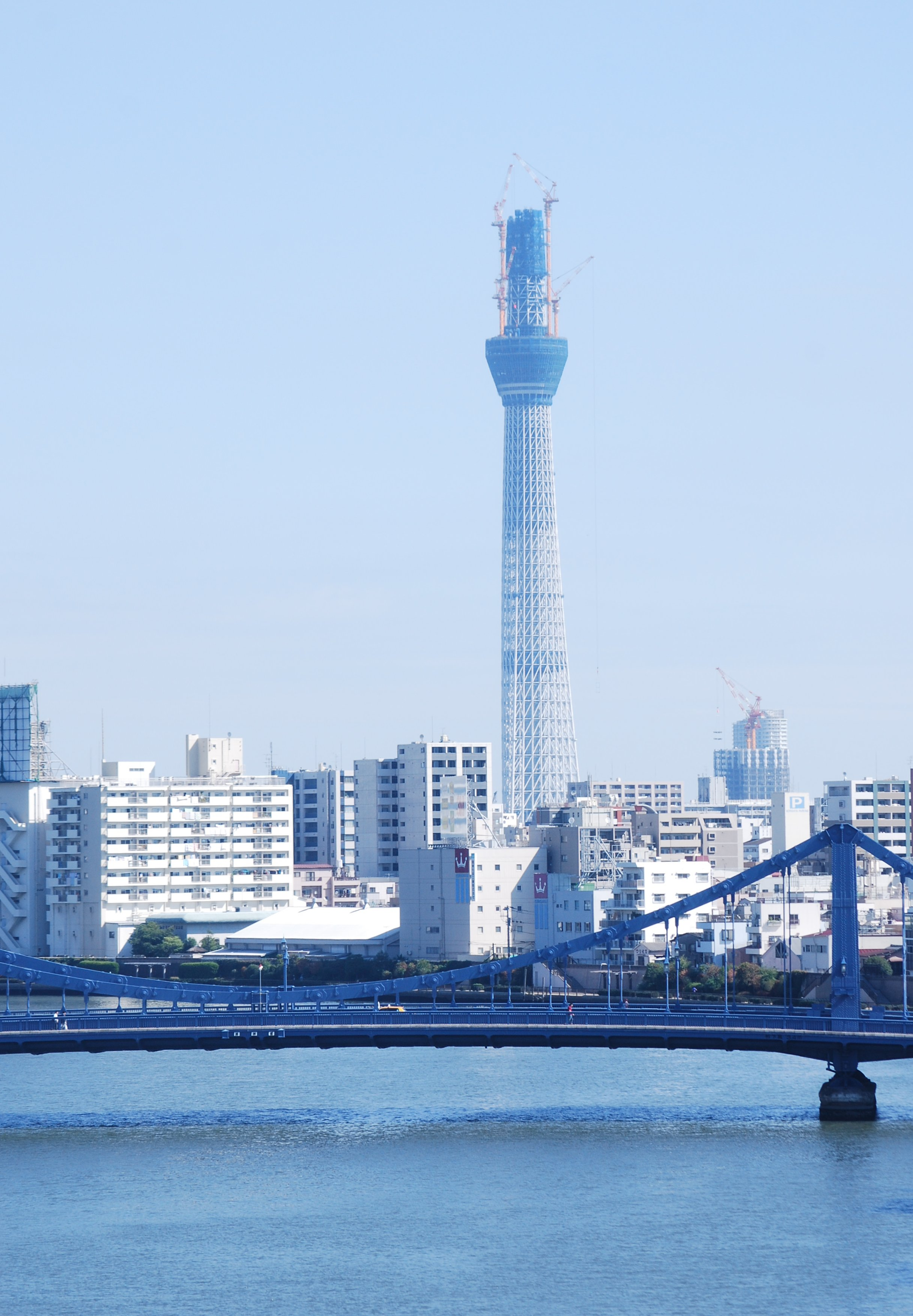
توکیو اسکای‌تری
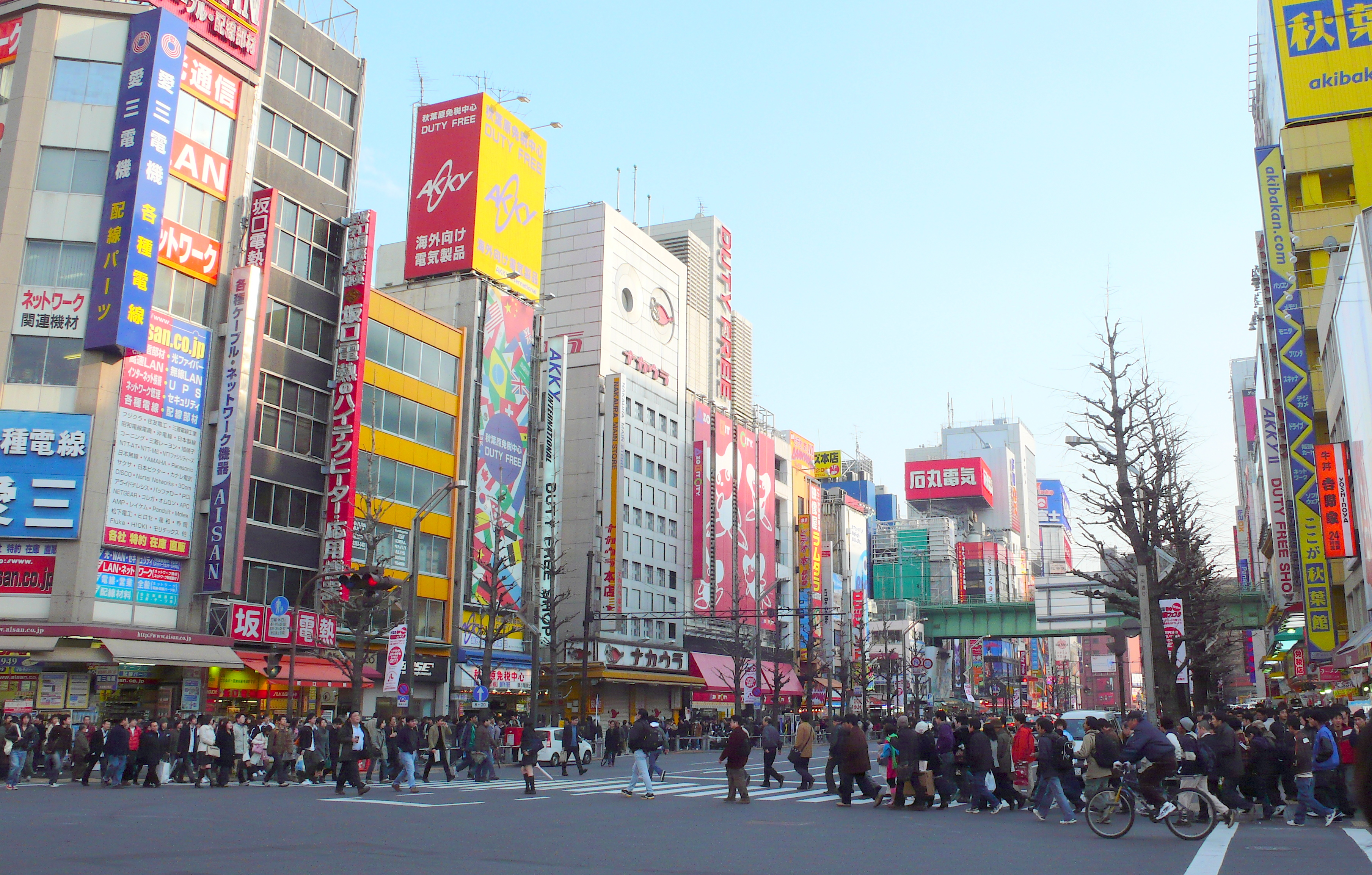
آکیهابارا مرکز فروش وسایل الکترونیک و برقی
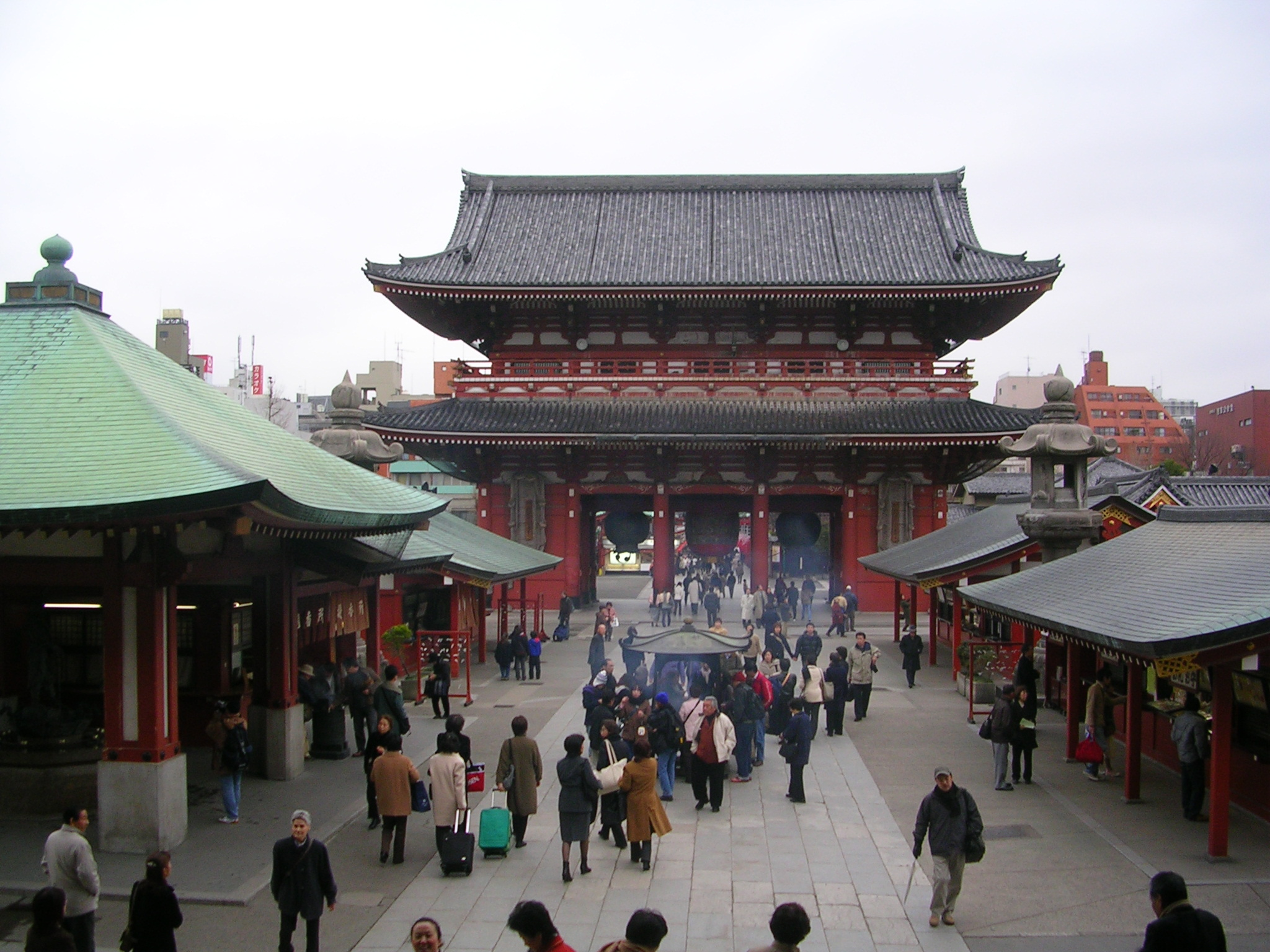
معبد سنسوجی
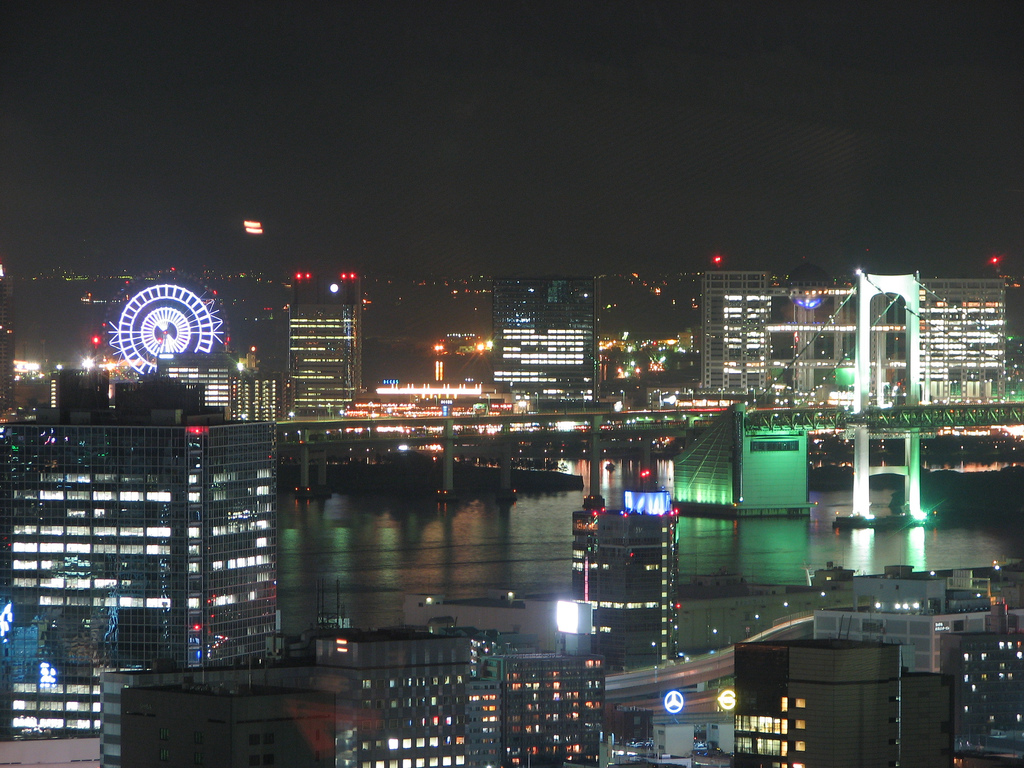
اودایبا با چشم‌اندازهای زیبا در شب
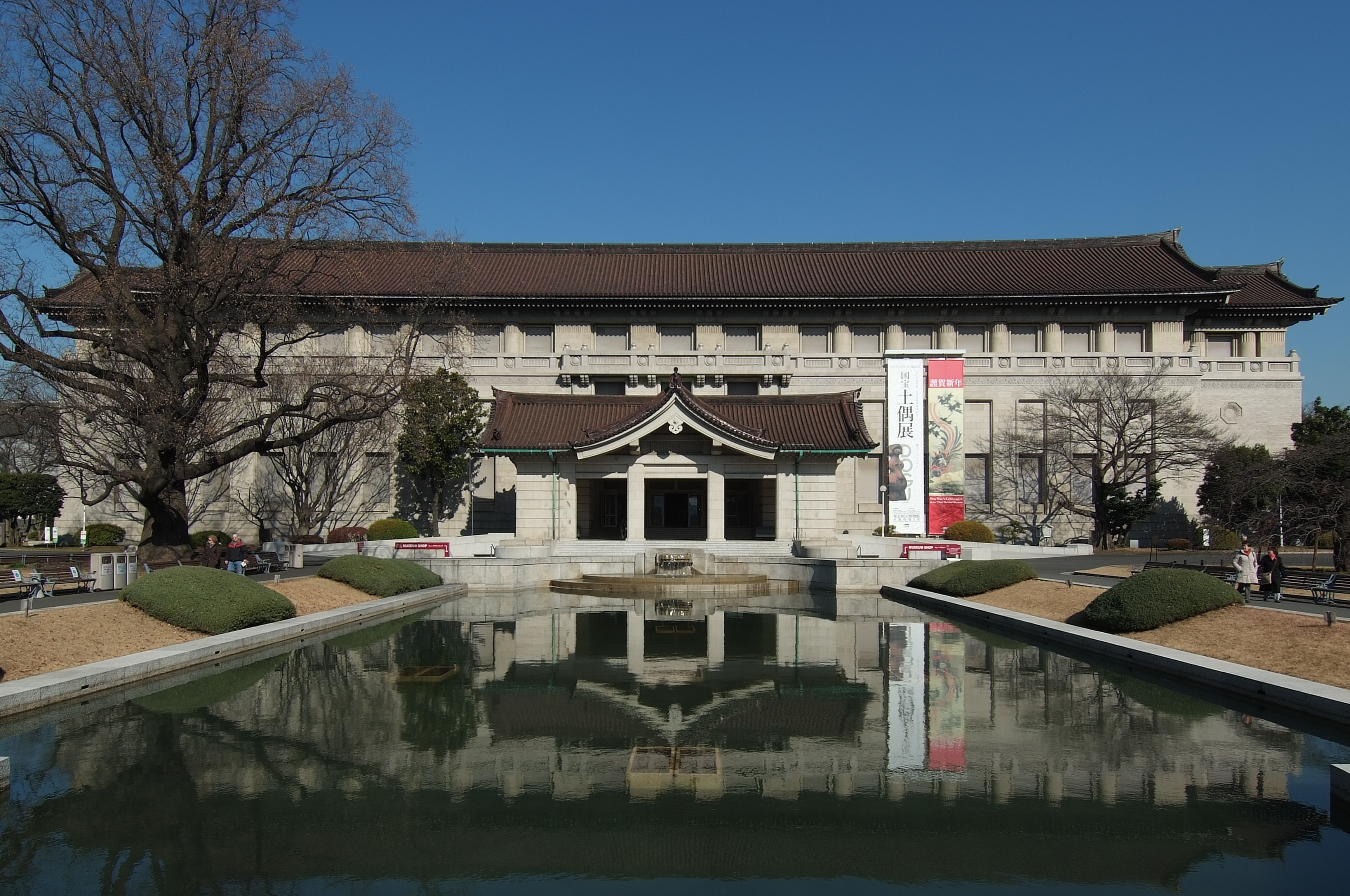
موزه ملی توکیو
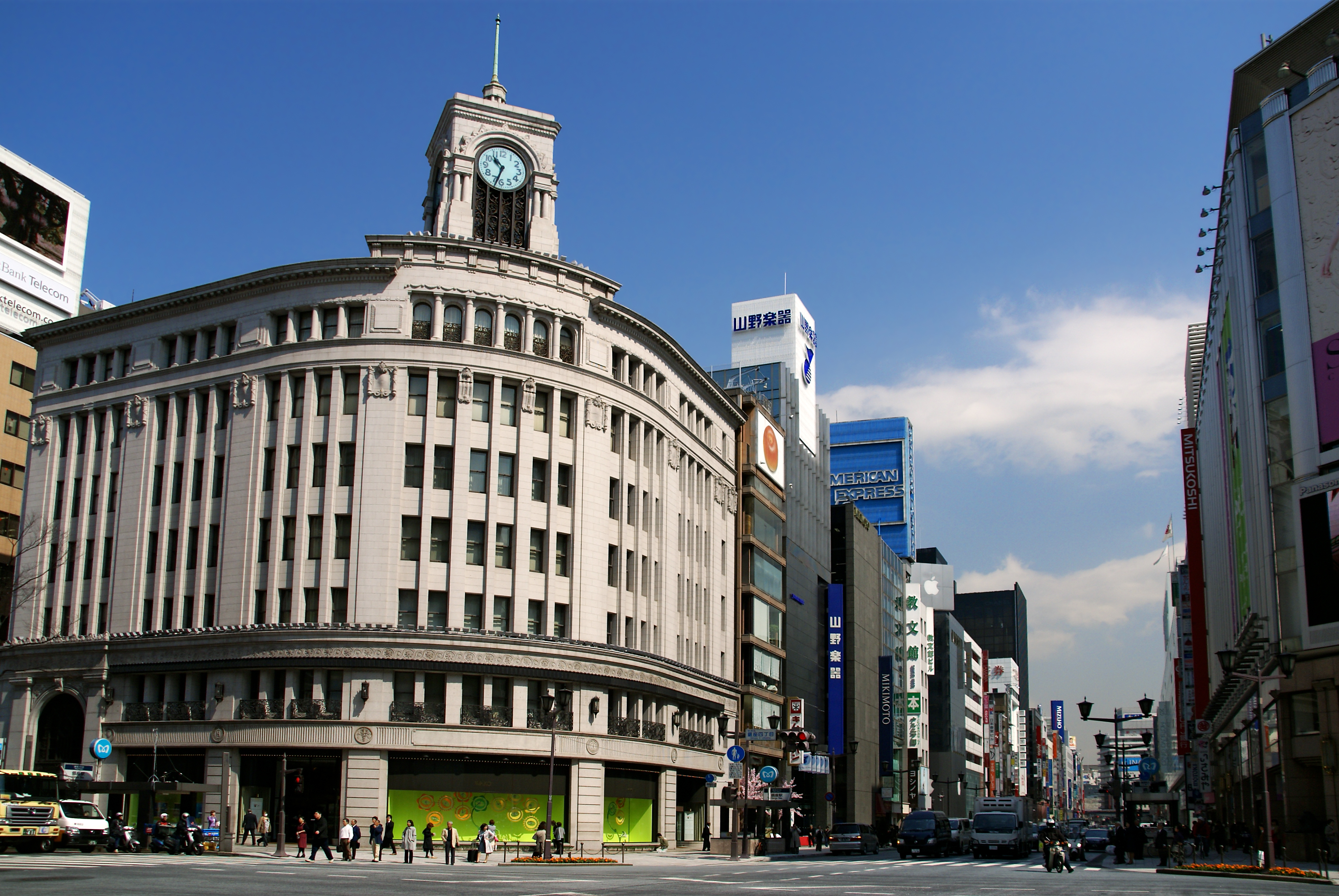
گینزا یکی از مرکز خرید معروف در توکیو
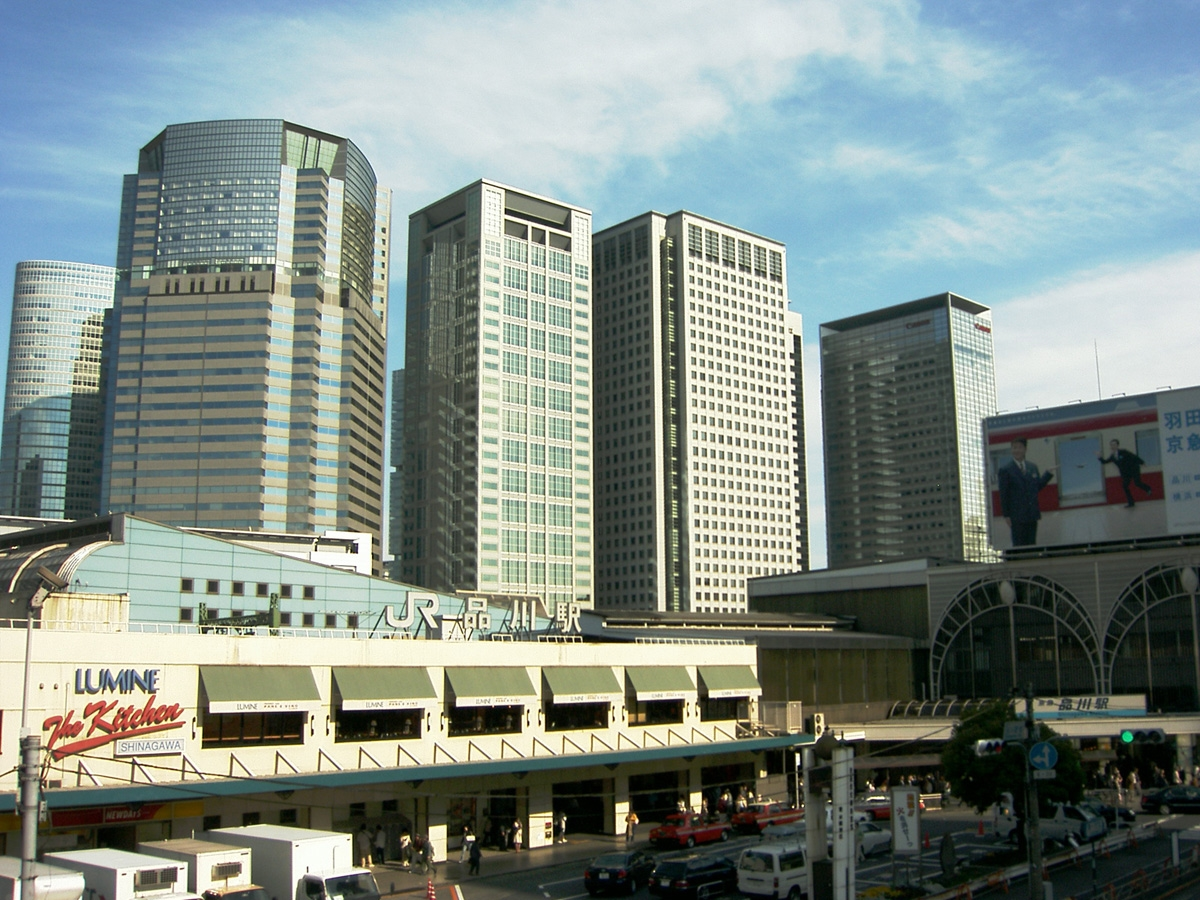
منطقهٔ تجاری شیناگاوا، توکیو
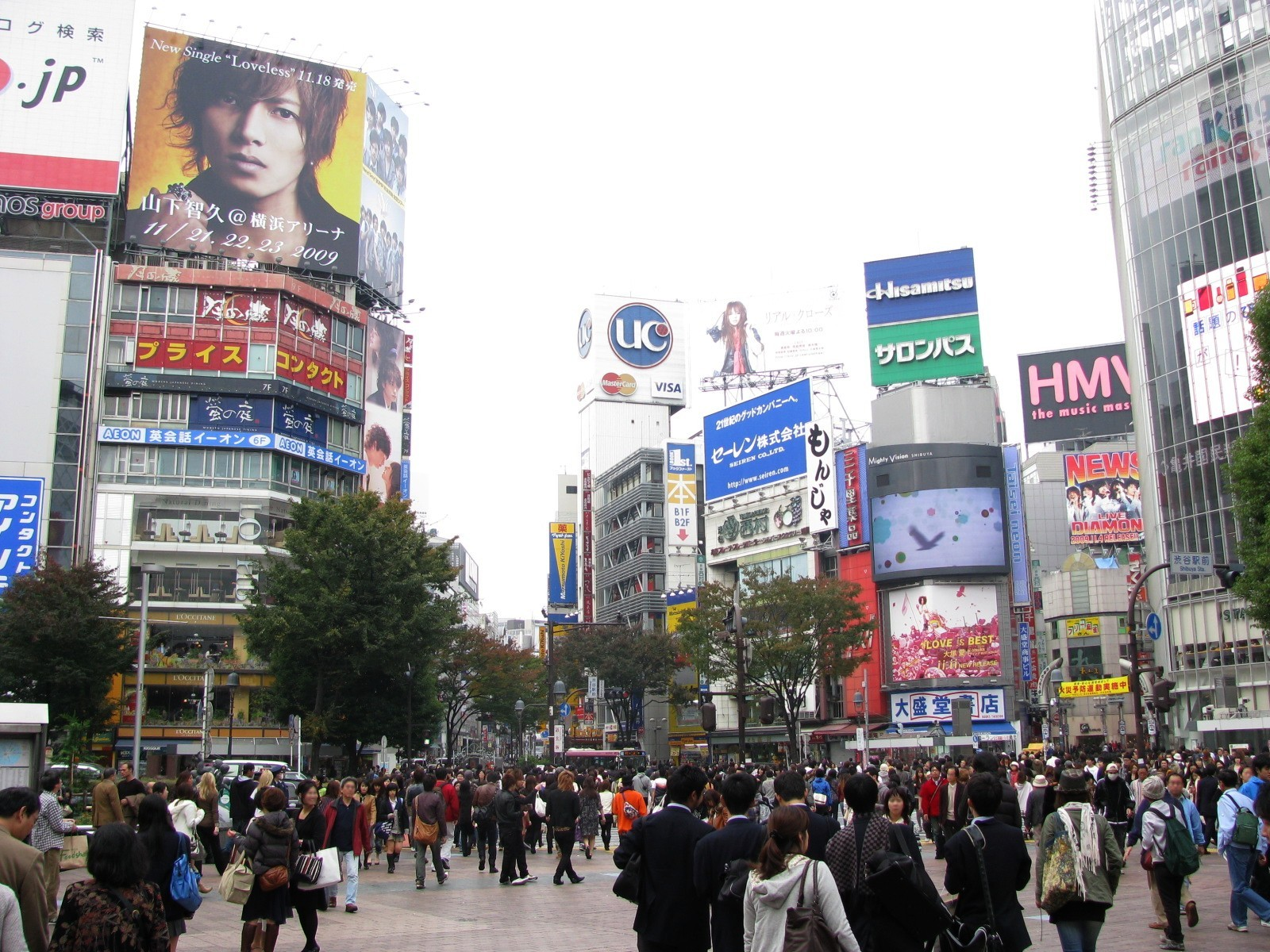
شیبویا، توکیو
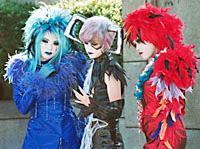
هاراجوکو شهر مد و جوانان
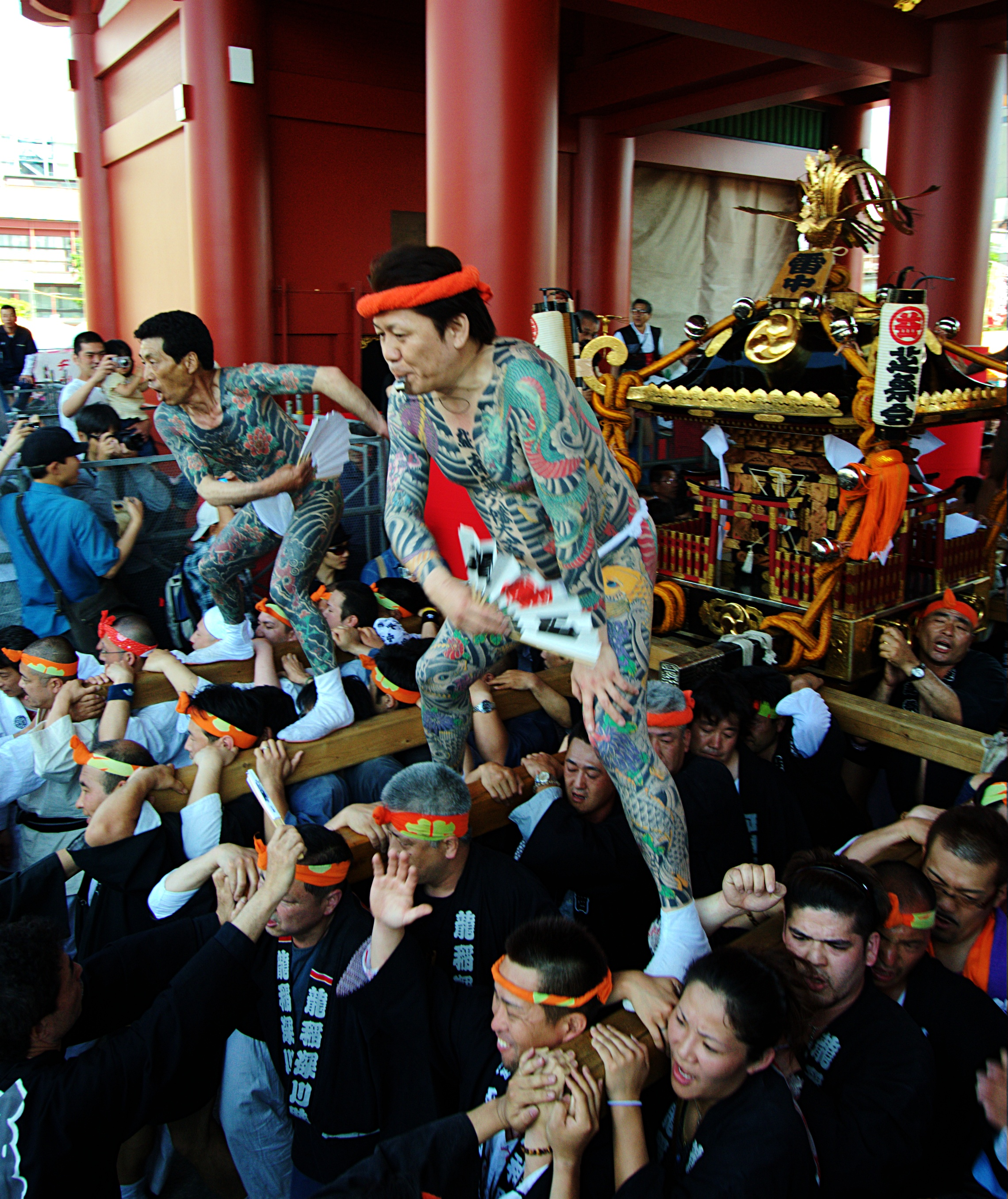
جشن سانجا
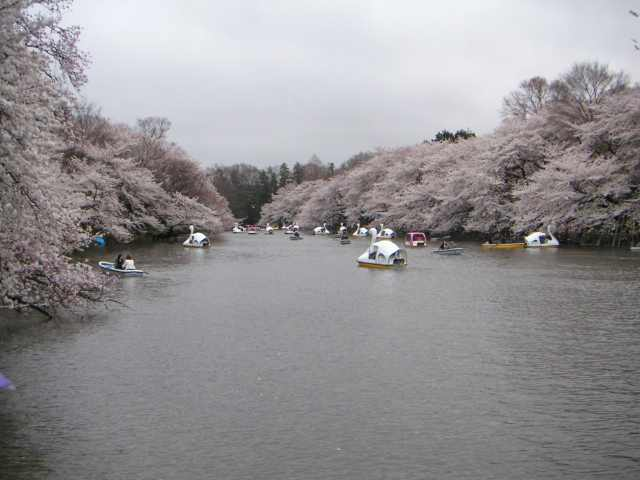
پارک اینوکاشیرا هنگام هانامی
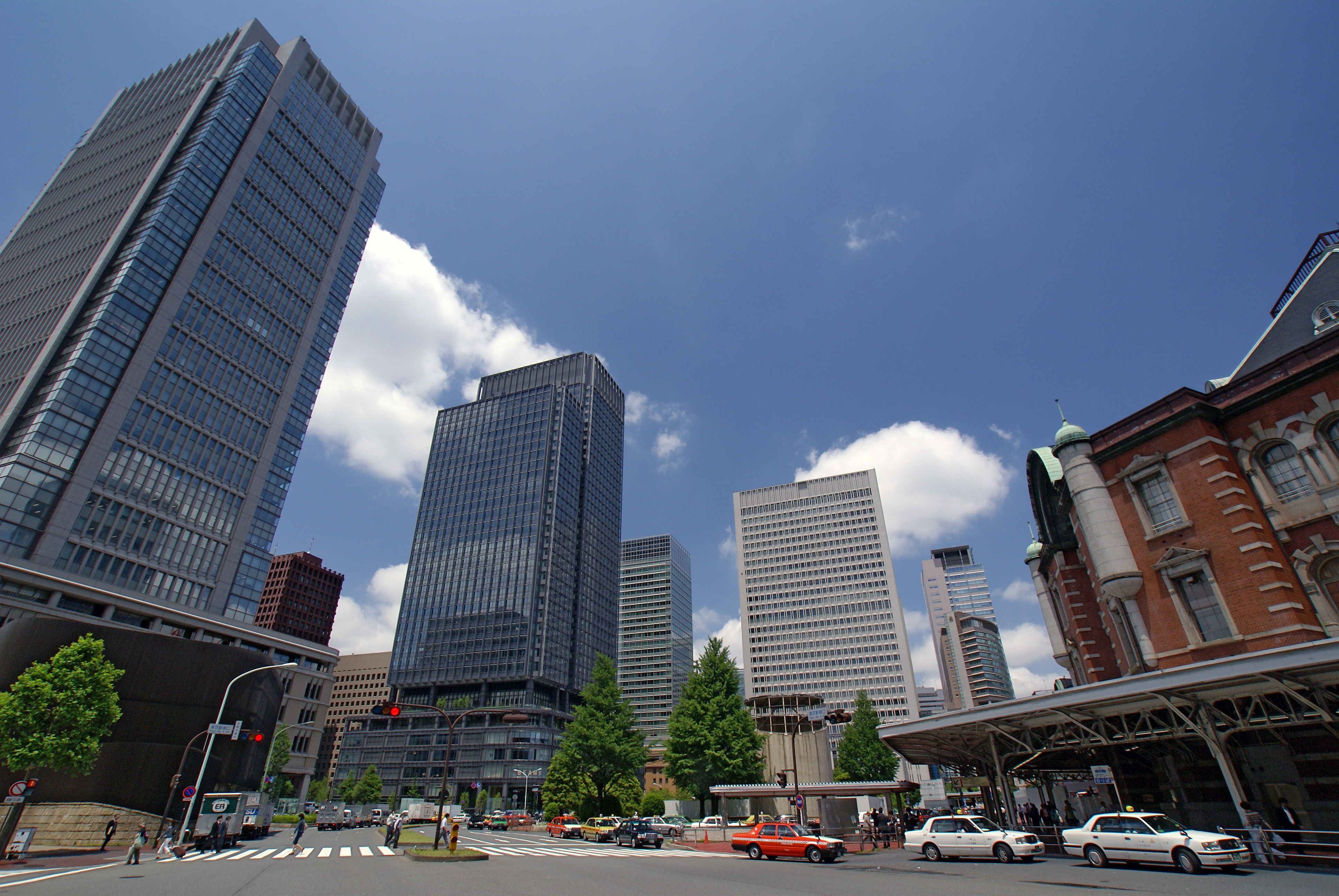
مرکز اقتصادی مارونواوچی
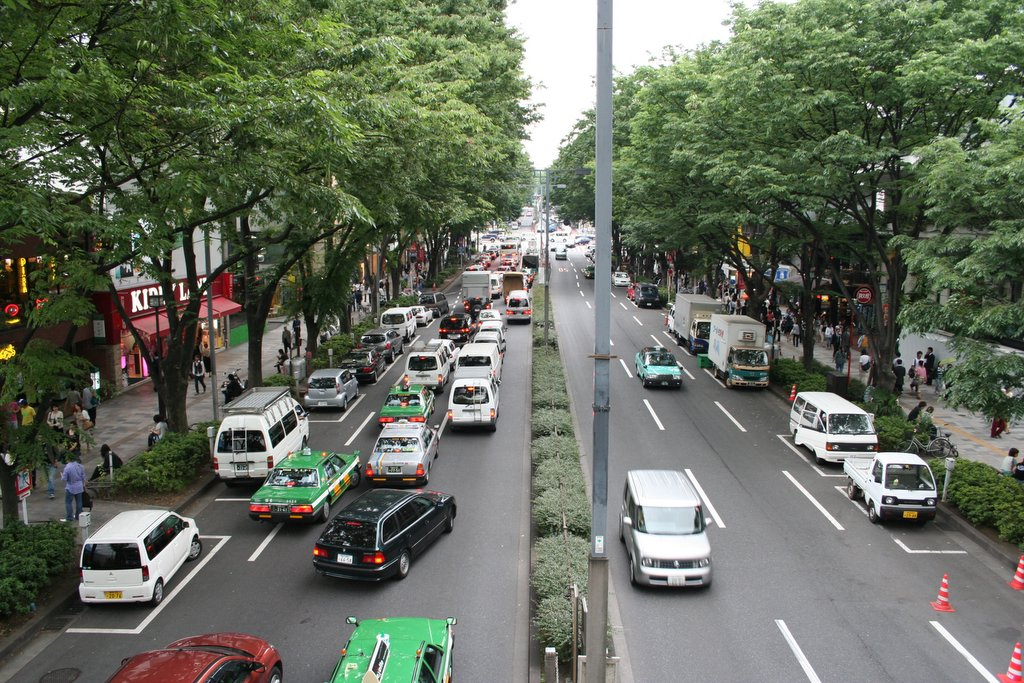
مرکز خرید اوموته‌ساندو